# 冷戦
冷戦（れいせん、英: Cold War、露: Холодная война）もしくは冷たい戦争（つめたいせんそう）は、第二次世界大戦後の世界を二分した西側諸国（アメリカ合衆国を盟主とする資本主義・自由主義陣営）と、東側諸国（ソビエト連邦を盟主とする共産主義・社会主義陣営）との対立構造。主に米ソ関係を軸に展開した。米ソ冷戦（べいそれいせん）や東西冷戦（とうざいれいせん）とも呼ばれる。「冷戦」とは、戦火を交えない戦争、つまり米ソが武力で直接には衝突しないという意味であるが、冷戦下では朝鮮戦争、ベトナム戦争、ソ連・アフガン戦争のように両国が介入して東西各勢力を支援する代理戦争が多数勃発した。

## 語源
第二次世界大戦終結後の1947年3月から1989年12月までの42年間続き、連合国としては味方同士であったアメリカ合衆国とソビエト連邦が軍事力で直接戦う戦争は起こらなかったので、軍事力（火力）で直接戦う「熱戦」「熱い戦争」に対して、「冷戦」「冷たい戦争」と呼ばれた。
「冷戦」という語は、ジョージ・オーウェルがジェームズ・バーナムの理論を評した時に使っており、後にバーナード・バルークも使い、アメリカの政治評論家ウォルター・リップマンが1947年に上梓した著書の書名『冷戦―合衆国の外交政策研究』に使用されたことから、その表現が世界的に広まった。

## 陣営

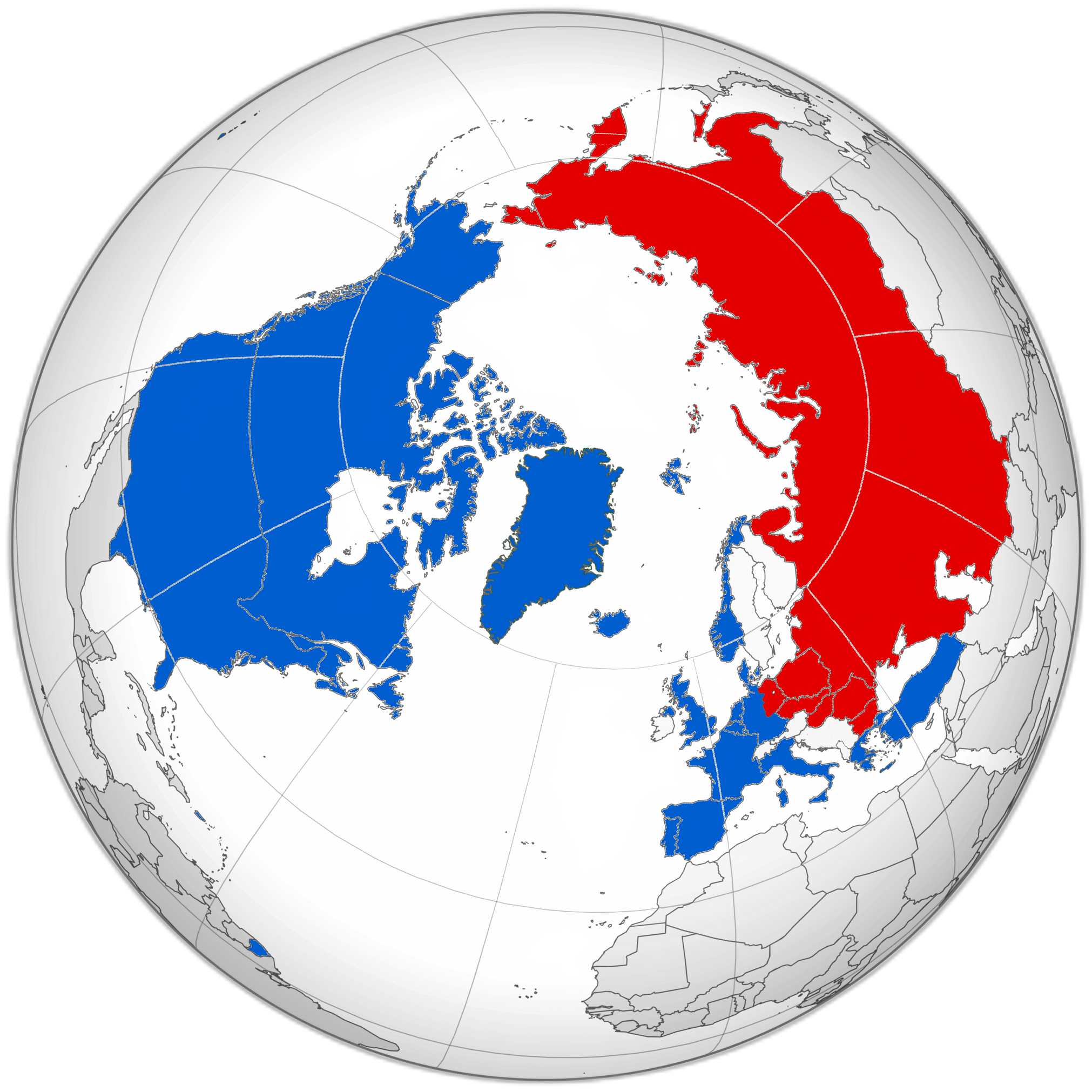
冷戦時代の
NATO諸国 および
ワルシャワ条約機構の諸国、それらの位置関係。北極付近を中心にした地図だと双方の面積も比較的忠実に示す。

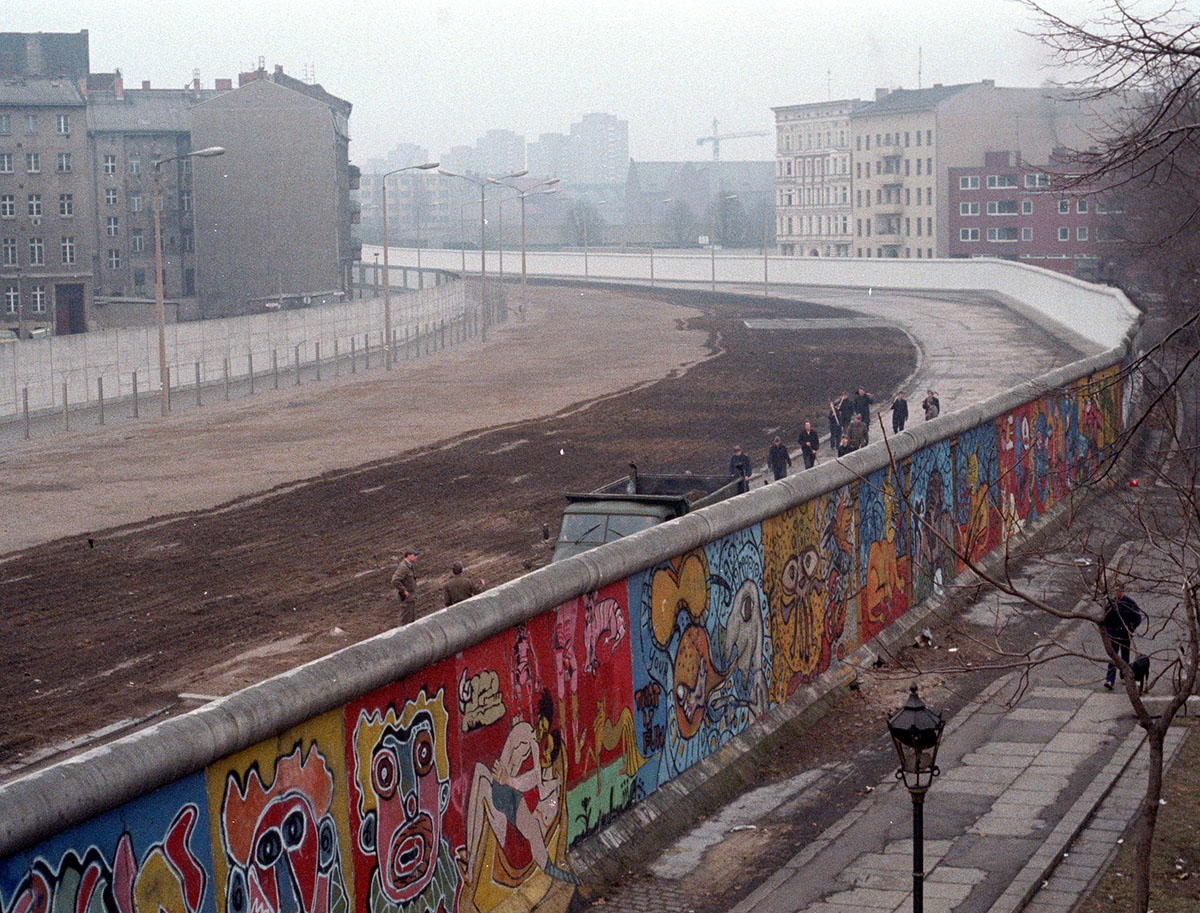
ベルリンの壁

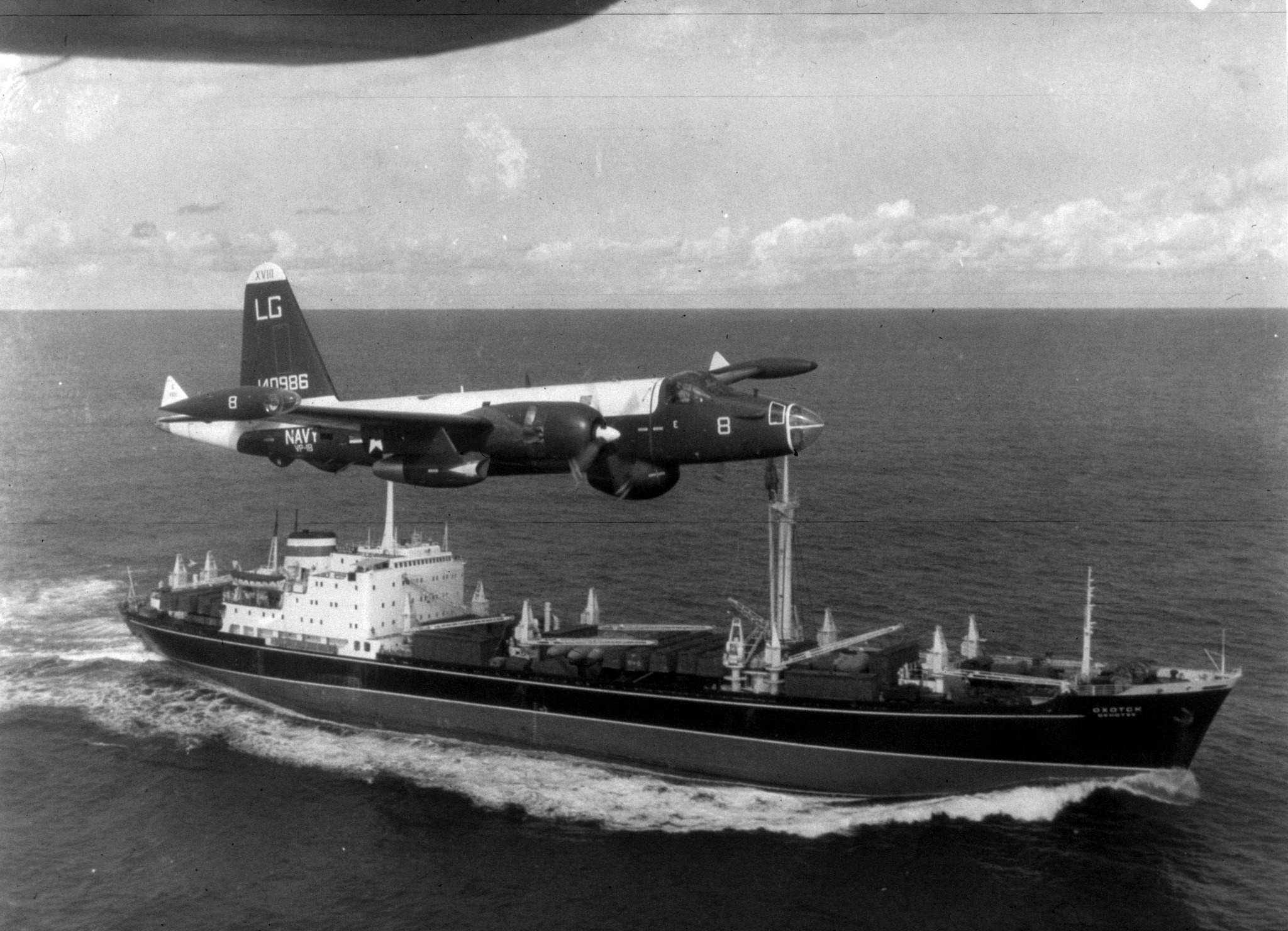
冷戦中の代表的な事件であるキューバ危機

1959年の世界の様子（色分け）
（ワインレッド = ワルシャワ条約 (WT) 加盟国
朱色 = ソ連の他の同盟国（東側諸国）
青紺色 = 北大西洋条約 (NATO) 加盟国
水色 = アメリカ合衆国の他の同盟国（西側諸国）
緑 = 植民地
灰色 = 非同盟諸国）

冷戦の多様化―1980年の世界（色分け）
（ワインレッド = ワルシャワ条約機構加盟国 (WTO)
赤 = 同条約加盟国以外の東側諸国
朱色 = 共産主義国家以外のソ連よりの諸国
紺 = 北大西洋条約機構 (NATO) 加盟国
青 = 同条約加盟国以外の西側諸国
空色 = 非同盟諸国、永世中立国
黄色 = 孤立化
赤い点 = 反資ゲリラ運動発生地域
青い点 = 反共ゲリラ運動発生地域

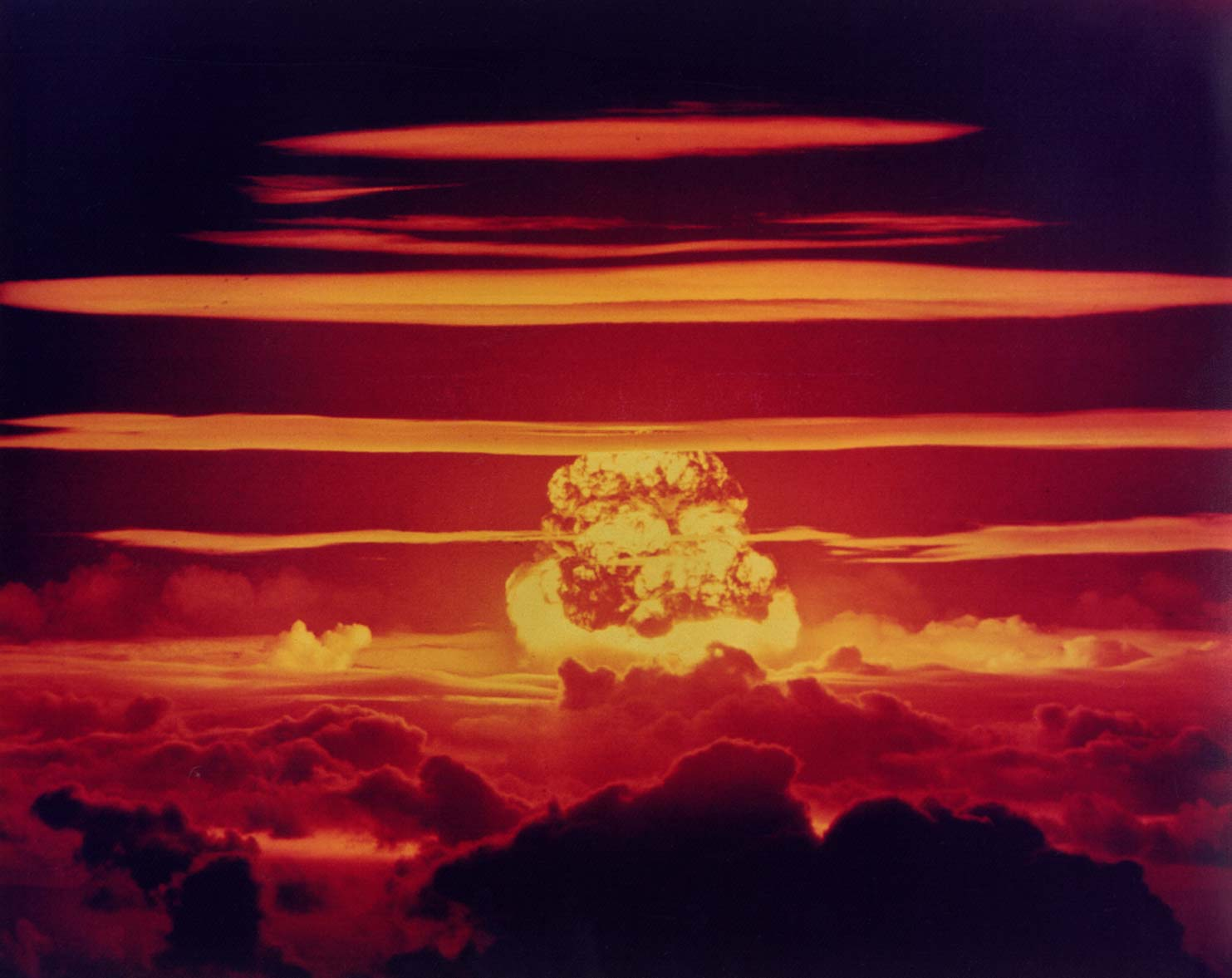
アメリカ合衆国は1945年から1992年の間に公式で計1,054回の核実験を実施した

冷戦での両陣営の対立の境界であるヨーロッパにおいては、ソビエト連邦を盟主とする共産主義陣営が東ヨーロッパに集まっていたことから「東側」、対するアメリカ合衆国を盟主とした資本主義陣営が西ヨーロッパに集まっていたことから「西側」と呼んで対峙した。 ヤルタ会談から始まってマルタ会談で終わったため、「ヤルタからマルタへ」ということもいわれる。
ヨーロッパのみならず、アジア、中東、南アメリカなどでも、それぞれの支援する機構や同盟が生まれ、世界を二分した。冷戦勃発当時のイギリス首相ウィンストン・チャーチルは、「鉄のカーテン」と表現した。
アメリカ陣営とソ連陣営のどちらにも与しない国家は「第三世界」と呼ばれ、主には東南アジア、南アジア、中東、アフリカ、中南米と言った低開発地域をさす。
冷戦の開始については、いつ、どこから始まったかを特定するのは難しく、その始まりをロシア帝国における、ロシア革命とする説もある。冷戦の終結についても、意見が分かれており、1989年のマルタ会談とする見解もあれば、ベルリンの壁崩壊で終結したとする見解、ドイツ再統一をもって終結とする見解、ソ連崩壊を冷戦終結とする見解もある。

## 第二次世界大戦の勃発による冷戦の前兆(1939年-1945年)
1939年9月1日、ナチス・ドイツによるポーランド侵攻により、イギリスとフランスがナチス・ドイツに宣戦布告をする。その後、1940年5月、ナチス・ドイツは、オランダ、ベルギーへと侵攻し、同年6月14日にはフランスを陥落させる。ヨーロッパでは、イギリスが孤軍奮闘する形になり、アメリカの支援が必要であった。
ところが、アメリカは、伝統的に孤立主義が強く、1935年には中立法が制定されており、ヨーロッパ情勢にはかかわらない方針であった。そのような状況であったが、当時のアメリカ合衆国大統領フランクリン・ルーズベルトは、中立法に抵触しない範囲で、レンドリース法を制定する。アメリカの中立が揺るぐ可能性があったレンドリース法の制定には上院では反対票が多数あったものの、1940年10月、レンドリース法が制定され、1941年3月、発効される。
レンドリース法によって、イギリスへの支援が始まったが、1941年6月22日、独ソ戦が勃発する。ナチス・ドイツはソ連領を次々に陥落させ、ソ連の首都モスクワ至近まで迫る。イギリス首相チャーチルと、ルーズベルトは、反共主義であったものの、ナチス・ドイツに勝利するためには、ソ連の軍事力が必要と考え、ソ連にもレンドリース法を適用し、ソ連を支援した。ソ連への援助は、物資と兵器合わせて113億ドル にも及んだ。
1941年12月には、ハワイの真珠湾が日本軍によって攻撃され（真珠湾攻撃）、アメリカも第二次世界大戦に参戦する。
独ソ戦は、スターリングラード攻防戦によってナチス・ドイツとソ連の優劣が逆転する。だが、ソ連が、ナチス・ドイツを一手に引き受けている状況であったため、1943年11月に行われたテヘラン会談では、ソ連の指導者ヨシフ・スターリンは、第二戦線の構築を米英に要求する。第二戦線の構築については、スターリンは、テヘラン会談以前より要求し続け、米英は承諾していたものの、なかなか行動に移さないため、スターリンは、米英が、ナチス・ドイツとソ連の共倒れを企図しているのではないかと言う不信感を抱いた。スターリンは、テヘラン会談において、米英から1944年5月までに、フランスに第二戦線構築の確約を得ることに成功する。テヘラン会談では、その他に戦後のポーランド西側の国境はオーデル・ナイセ線へと西部へ移動すること、ソ連の対日参戦、国際連合の設立構想が確認された。
1944年6月、ノルマンディー上陸作戦が行われ、フランスに第二戦線が構築された。第二戦線が構築されてからもスターリンは、米英がソ連を除外してナチス・ドイツと講和を行うのではないかと不信の目で見ていた。
イギリスは、戦後もなお植民地主義をとろうと考え、1944年10月、ソ連との間にパーセンテージ協定を締結した。このパーセンテージ協定は、イギリスがギリシャに対して90%の支配権を持ち(残り10%がソ連)、ルーマニア、ブルガリア、ハンガリーはソ連が90%、75%、50%の支配権を持つというものだった。

## 戦後構想と冷戦の萌芽(1944年-1945年)

### ヤルタ会談

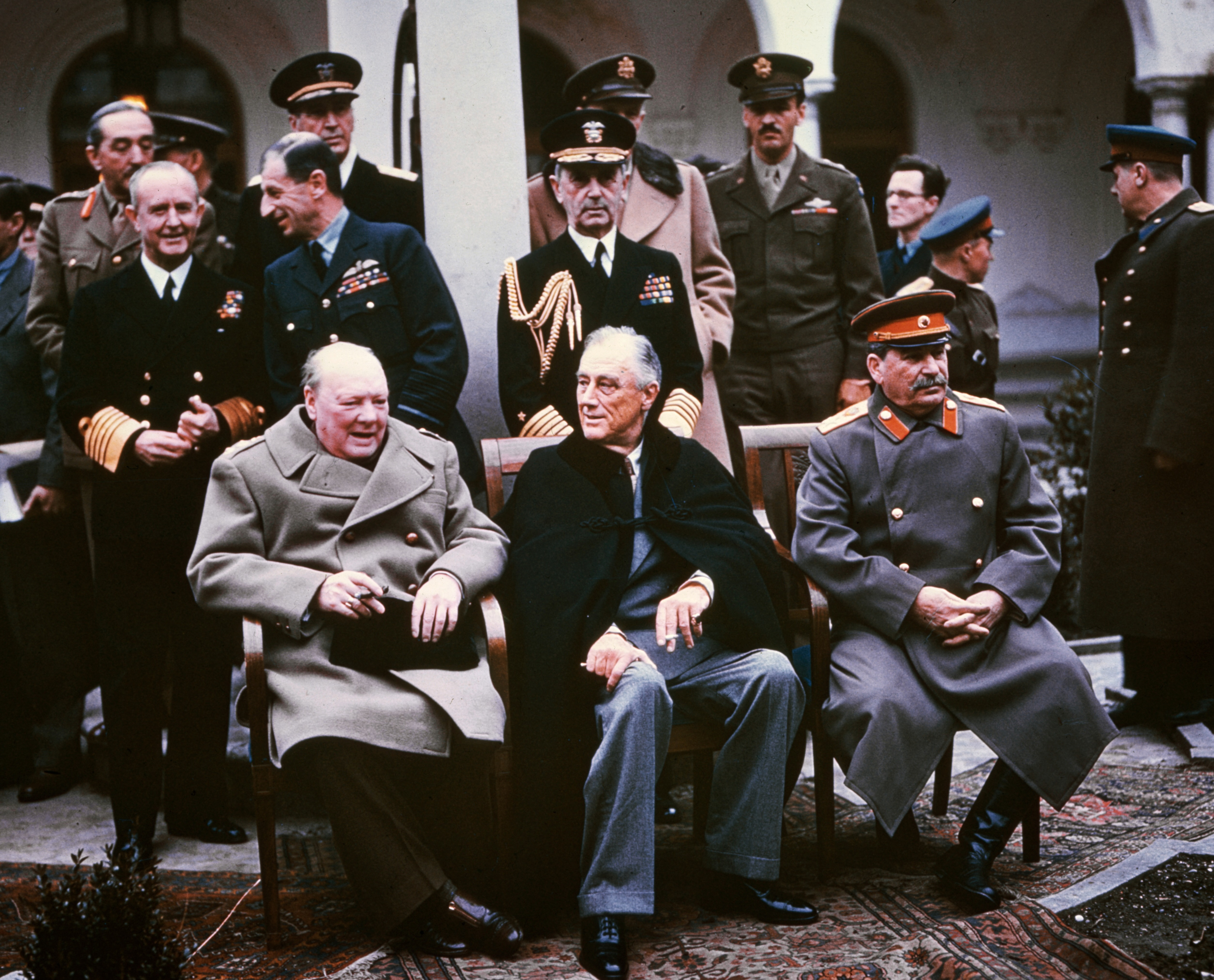
ヤルタ会談

1945年2月、ヨーロッパ戦線は終戦間近となり、ヤルタ会談が開催された。ヤルタ会談において、ナチス・ドイツ降伏後3か月以内にソ連の対日参戦が合意された。ソ連は対日参戦によって、満州地域の権益、千島列島、南樺太を獲得することとなった。そして、国連のソ連参加も合意に至った。ソ連としては、終戦時点で死者・行方不明者2600～2700万人を数え、第二次世界大戦によって最大の被害を受けた国であったこともあり、外敵からの安全確保が絶対であった。
ヤルタ会談では、戦後ソ連がナチス・ドイツから解放した東欧においても自由選挙の実施が合意されていた。これはスターリンがファシズムに対抗する国民戦線を構想していたためである。

### ルーズベルトの死去とナチス・ドイツ降伏
1945年4月12日、ルーズベルトが急死し、副大統領のハリー・S・トルーマンが大統領に昇格する。だが、トルーマンはそれまで外交経験が無く、外交政策や方針については、一応は側近から引継ぎを受けたものの、トルーマンがルーズベルトの意図や思惑をどの程度汲み取れたかについては疑義がある。
1945年5月8日、ナチス・ドイツは降伏する（欧州戦線における終戦 (第二次世界大戦)）。チャーチルは、BBC放送を通じて、イギリス国民に対して、ヨーロッパ戦争の終戦を報告したものの、その4日後には、トルーマンに対して、米英軍の前線には鉄のカーテンが下ろされているという電信を送っており、ソ連への不信感を露わにしていた。なお、ナチス・ドイツが降伏する前日には、アメリカはレンドリース法を突如打ち切り、スターリンはトルーマンに不信感を抱いた。

### ポツダム会談
1945年7月17日から8月2日まで、ベルリン郊外のポツダムにおいてアメリカ、ソ連、イギリスの3か国による会談が行われる。議題はドイツの戦後処理と、対日戦略であった。
アメリカは、ソ連の対日参戦を警戒しており、戦後のアジアにおいて、ソ連の発言権を高めたくないと考えていた。1945年7月16日、アメリカは原爆実験に成功し(トリニティ実験)、これによって、ソ連の対日参戦が不要になると考えたトルーマンは、スターリンにポツダム会談中に報告する。スターリンは既に諜報活動によって、原爆開発について周知しており、対日参戦を急がせた。
ドイツの戦後処理については、戦時中から議論がされており、ドイツを農業国にするという案や、スターリンはヤルタ会談に引き続き、200億ドルの賠償金を提示し、半額をソ連に支払うものとすると主張した。ソ連としてはドイツによって、ソ連の産業基盤を壊滅させられていたため、多額の賠償金が必要だった。だが、米英はドイツの復興こそが、西欧諸国の経済復興につながり、共産主義の防波堤になると考え、多額の賠償金に反対した。
結局、ドイツの賠償については、ドイツの西側連合国の占領地域から賠償を得ることが可能であることで合意された。実際にソ連はこの賠償を活用し、大量の資材を賠償として自国へと持ち出していた。その後、西側連合国であるフランスも、ドイツの軍事産業の復興を警戒し、ソ連と協力し、資材を持ち出していた。1946年には、あまりにも度が過ぎていたため、アメリカから停止処分が下る。

### ポーランド問題
ヤルタ会談では、ポーランドの国境については、オーデル・ナイセ線をポーランド西側国境とすることとなったが、ナイセ側には東ナイセ川と西ナイセ川があり、スターリンは西ナイセ川を国境線と主張し、チャーチルは東ナイセ川を国境線と認識し、ヤルタ会談では決着がつかなかった。ポツダム会談で、ソ連はポーランドで自由選挙を実施することを確約し、西ナイセ川をポーランド西側の国境線とすることが定められた。前後するが、1945年5月から6月にかけて、ソ連が主体となりポーランドに挙国一致内閣を成立させていた。政府閣僚には、ロンドンに樹立されていた亡命政府の閣僚も入閣していたが、その比率はわずかだった。スターリンとしては、ポーランドに自由選挙を導入する気は無かった。

### アメリカの戦後構想について
アメリカはブロック経済と世界恐慌によって、それが世界大戦につながったと考えたため、戦後の経済体制は開放体制を構築しようと考えていた。そこで、1944年7月、ニューハンプシャー州ブレトン・ウッズにて国際通貨基金(IMF)と国際復興開発銀行(IBRD)の設立が決定された。そして、アメリカ側はソ連をアメリカ主導の国際秩序に統合することを考えていた。また、米英中ソによる四人の警察官構想を抱いており、4大国が世界を統治することを考えていた。
イギリスは、アメリカと協調していたものの、戦後については、（イギリスは）なおも植民地を確保し続け、植民地との間に特恵関税制度を維持したいと考えていた。このイギリスの姿勢を受けて、アメリカは妥協し、関税及び貿易に関する一般協定(GATT)を、戦後の1947年に採択した。
1941年8月には、フランクリン・ルーズベルトとウィンストン・チャーチルは、大西洋憲章を発表し、戦後の国際秩序の原則を表明していた。そして、1945年6月にはサンフランシスコ会議で、国際連合憲章が採択され、国際連合が設立された。

### 日本の降伏
1945年8月6日、広島に原爆が投下される（広島市への原子爆弾投下）。1945年8月7日、ソ連は対日への軍事行動を発令する。8月8日午後5時(モスクワ時間)、ヴャチェスラフ・モロトフ外相は、日本大使佐藤尚武に対して、ソ連の対日参戦を通告する。8月9日、長崎に原爆が投下され（長崎市への原子爆弾投下）、8月15日、とうとう日本はポツダム宣言を受諾し、9月2日降伏文書調印によって第二次世界大戦は終戦した。対日参戦によって、最終的にソ連は満州国境を越えて、南樺太と千島列島、歯舞群島、色丹島、択捉島、国後島を占領する。ソ連はヤルタ協定に基づく南樺太と千島列島、そして、ヤルタ協定外の北海道の一部領有を主張したが、トルーマンは北海道については却下した。ソ連は朝鮮半島も侵略したが、アメリカ側は、朝鮮半島全体がソ連の手に落ちることを警戒し、協定により朝鮮半島は北緯38度線で米ソが分割占領することとなった。

## 冷戦の勃発と各国の動向と対立(1945年-1953年)

### ソ連の度重なる領土要求
1945年6月、ソ連はトルコに対して、ボスポラス海峡・ダーダネルス海峡の共同管理を要求し、軍事基地の設置も迫った。これについては、アメリカが空母を派遣するなどして武力行使をちらつかせたことで、沈静化した。また、第二次世界大戦中、石油資源の潤沢なイランについては、北部はソ連、南部はイギリスが統治していたが、終戦後の1946年3月に撤退することになっていた。イギリスは予定通り軍を引き上げたが、ソ連はなおも駐留し続け、アメリカがソ連を非難すると、1946年5月、ソ連は軍をようやく引き上げた。
ソ連は、イタリア領リビアについては、イギリスとソ連による信託統治を持ち掛けるなど、とどまるところを知らない領土欲求に米英は不信感を抱くようになる。

### チャーチルの鉄のカーテン演説
1946年3月5日、チャーチルは、アメリカのミズーリ州フルトンのウェストミンスター大学で、「バルト海のシュチェチンからアドリア海のトリエステまで、大陸を分断する鉄のカーテンが下ろされている」と演説し、この演説が一般的に冷戦の到来を告げるものとして知られるようになる。鉄のカーテン演説で、ソ連の脅威が拡大していることを表明した。

### トルーマン・ドクトリンと封じ込め政策

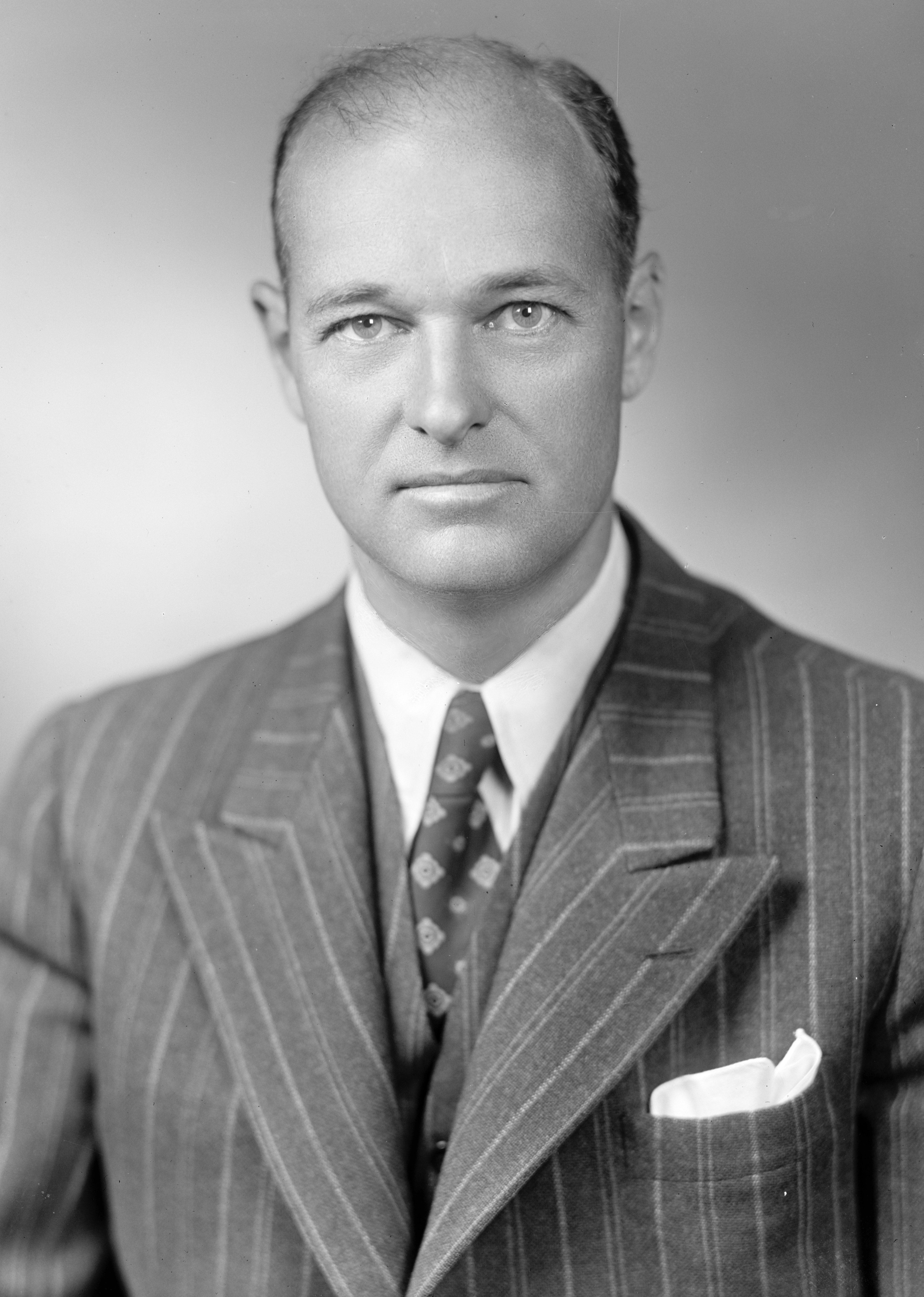
封じ込めを主張したジョージ・ケナン

1946年2月23日、ソ連の一連の領土的欲求を受けて、国務省のジョージ・ケナンは、トルーマンに対して、8000語に及ぶ長文電報を打電し、同電報でソ連がアメリカを敵視しており、ソ連の脅威を訴え、ソ連との協調政策を放棄することを訴えていた。そして、ケナンはXという匿名で雑誌『フォーリン・アフェアーズ』において、論文(X論文)を寄稿し、ソ連の脅威と封じ込めを訴えた。これが封じ込め政策と呼ばれるものである。
戦後のギリシャでは王党派(親英派)とギリシャ共産党との間で、1944年12月にギリシャ内戦が勃発し、イギリスが支援をしていたものの、イギリスは最早経済的に外国の内戦を支援する余裕はなく、アメリカに支援の肩代わりを要請した。トルーマン側も、ギリシャ、トルコのいずれかがソ連の手に落ちた場合、中東全体がソ連の手に落ちる可能性があったため、支援に前向きだった。だが、当時のアメリカ議会は、上下院共に共和党が多数派になっており、ギリシャとトルコの支援のための予算案は通る見込みは薄かった。そこでトルーマンは一計を案じ、1947年3月12日に議会演説で、ソ連の脅威を必要以上に強調した演説を行い、4億ドルの支援を予算に計上することに成功する（トルーマン・ドクトリン）。実際には、スターリンはギリシャ情勢にかかわっている余裕はなく、むしろギリシャ共産党を支援するユーゴスラビアの指導者ヨシップ・ブロズ・チトーに苛立ちを感じていた。

### マーシャル・プラン
1946年から1947年にかけて、ヨーロッパでは、1881年以来の大寒波が到来していた。大寒波によって食糧危機と燃料危機に見舞われ、西欧各国はドルの準備高も底を尽き、アメリカからの輸入に対する支払いがままならない状況になり、戦後復興が困難な状況に陥る。1947年6月5日、マーシャル国務長官はハーバード大学の卒業式で、ヨーロッパ復興の援助計画について表明した。これがマーシャル・プランで、4年間で120億ドル以上の支援が予定され、1947年7月には援助の受け入れを調整する欧州経済協力機構(CEEC)が設置された。マーシャル・プランでは、受け取った資金で、アメリカ製品を輸入することになっており、アメリカとしてもメリットは大きかった。マーシャル・プランには、ソ連とそれに付随する東欧諸国も参加資格はあったが、スターリンは東欧諸国にアメリカの影響力が浸透することを警戒し、参加の辞退を東欧諸国に呼びかけ、代わりにコミンフォルムと1949年1月経済相互援助会議(コメコン)を設置した。また、アメリカとしても、スターリンは辞退することを見込んでおり、東西対立が鮮明になっていた。この頃COCOM（ココム）が設立され、東側諸国への輸出に制限がかけられるようになる。

### ベルリン封鎖と東西ドイツ建国

西ベルリンへの援助物資を運び込むアメリカ軍の輸送機とそれを見る西ベルリン市民

戦後、ドイツとベルリンは米英仏ソが分割統治していた。だが、ソ連との対立が鮮明になると、米英仏は、西側ドイツに西ドイツ政府設置に向けて動き出す。ソ連は、ソ連を除外した上での西ドイツ建国討議は、ポツダム協定違反であると抗議する。当時のドイツは、通貨としてライヒスマルクが使われていたが、ほとんど市場価値は無かったため、闇市での物々交換が行われていた。ドイツの戦後復興を推し進めるために、西側連合国は、新たな通貨ドイツマルクを導入することとなり、ドイツの東西分断が確定する。こうして西側でドイツマルクが導入されたが、スターリンはこれに激怒し、1948年6月24日、西ベルリンを封鎖する（ベルリン封鎖）。ソ連側の思惑としては、これによって西側を追い出すことができ、西ベルリンを東側ドイツに統合できると考えた。だが、アメリカが大規模な空輸作戦を行い、生活必需品や食料を運び込み、1949年5月12日、ベルリン封鎖は解除された。
ベルリン封鎖解除後の1949年5月に西ドイツが建国され、同年10月に東ドイツが建国され、ドイツは分断された。前後するが、1949年4月4日には、集団自衛権を謳った北大西洋条約にアメリカをはじめとする12か国が加盟した。

### 中国大陸情勢

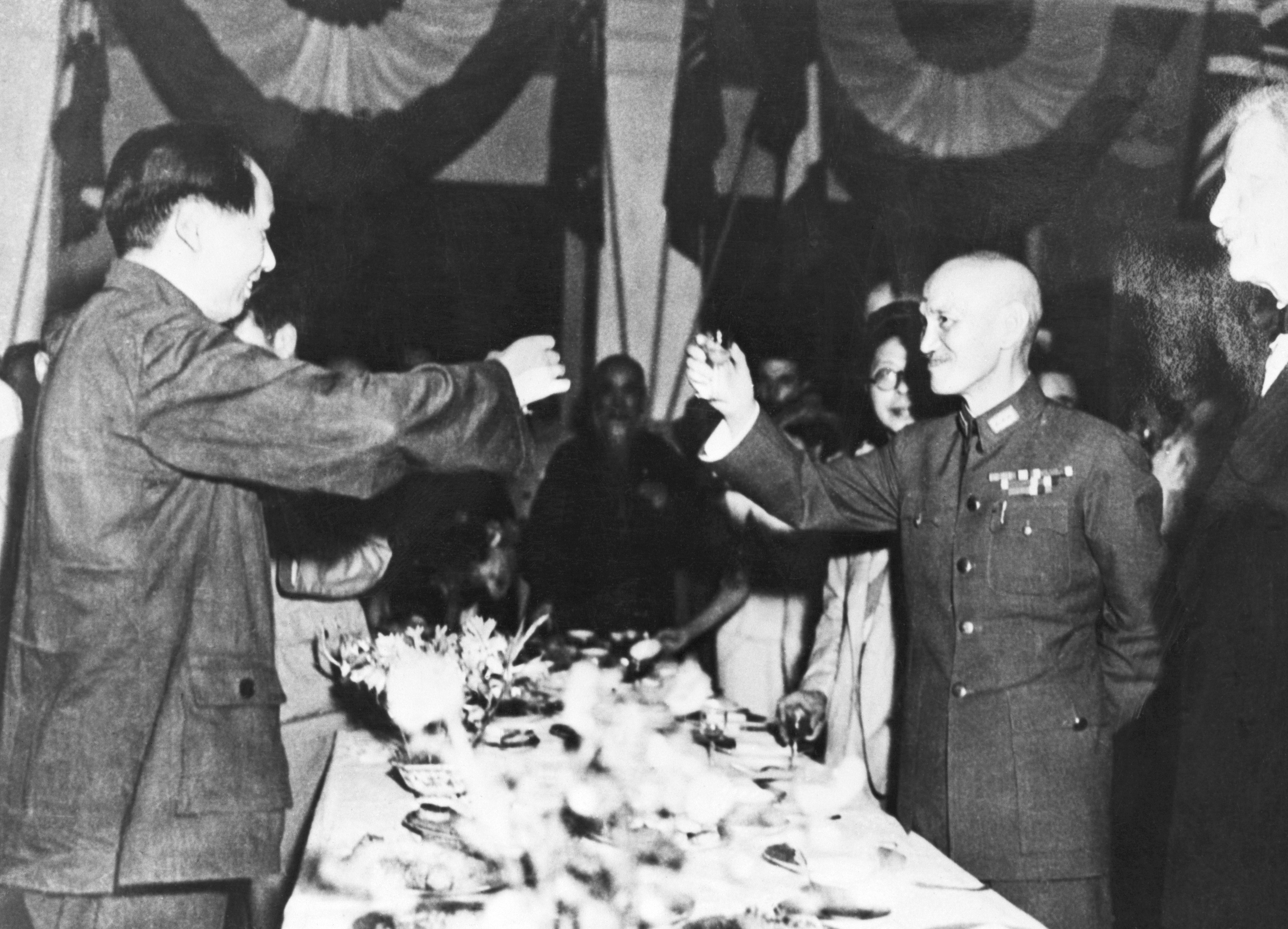
1945年、祝杯をあげる毛沢東（左）と蔣介石（右）

第二次世界大戦終戦直前、中国大陸は、蔣介石率いる国民政府と毛沢東率いる中国共産党の2派にわかれていた。スターリンは、同じ共産主義者である毛沢東を信用せず、蔣介石の方に接近していた。蔣介石に対しては、アメリカも支援していた。1945年8月14日、中ソ友好同盟条約が締結され、米ソの支援を受けた蔣介石は、1946年、毛沢東の中国共産党に戦闘を仕掛ける（第二次国共内戦）。内戦の戦況は、蔣介石の国民政府側が当初優勢であったが、1948年4月になると毛沢東の中国共産党が優勢となり、スターリンは中国共産党の方に支援を行うようになり、1949年3月には、中国はソ連陣営に所属することとなった。1949年10月には、毛沢東は中国大陸に中華人民共和国の建国を宣言する。そして、蔣介石は台湾へと逃れ、中華民国政府を建国した。スターリンは、表向きは、中国共産党の勝利を喜んだものの、中国共産党がユーゴスラビア以上に独自路線を歩んでいたため、ソ連と敵対するのではないかと猜疑心に駆られていた。1950年2月、日本を仮想敵国とした中ソ友好同盟相互援助条約が締結された。なお、アメリカ国内では1950年より、ジョセフ・マッカーシー上院議員によって赤狩りが行われ、政府の中国情勢の専門家にもその手が及び、アメリカの中国政策に支障が生じた。

### ソ連の原爆実験成功と水爆
ソ連は、アメリカに遅れること1945年8月20日に、原爆開発の指令を布告する（ソ連による原子爆弾開発計画）。そして、1949年9月、ソ連は原爆実験に成功する。これには、アメリカ政府に戦慄が走り、科学者の想定よりも早かった。1950年1月、ハリー・S・トルーマンは水爆開発を表明し、冷戦政策を再検討するよう閣僚に命じた。アメリカは1952年11月に水爆実験に成功したが、1953年8月には、ソ連も水爆実験に成功する。

### NSC-68
冷戦政策の再検討によって、国務省はポール・ニッツェ政策企画室長がNSC-68を起草した。NSC-68というのは、(国家)保障文書第68号という意味で、同文書では、ソ連は世界を制覇するためには軍事力を行使することを厭わないため、アメリカは国防費の増額と軍備拡充を1954年までに完了するよう提言していた。また、ソ連とその同盟国相手への秘密工作の実施も提言されていた。トルーマンはNSC-68を支持しつつも、国防費の増強による国家財政の負担増を危惧したが、それを変える出来事が起きる。朝鮮戦争の勃発である。

### 戦後直後の朝鮮半島情勢

#### 韓国と北朝鮮の建国

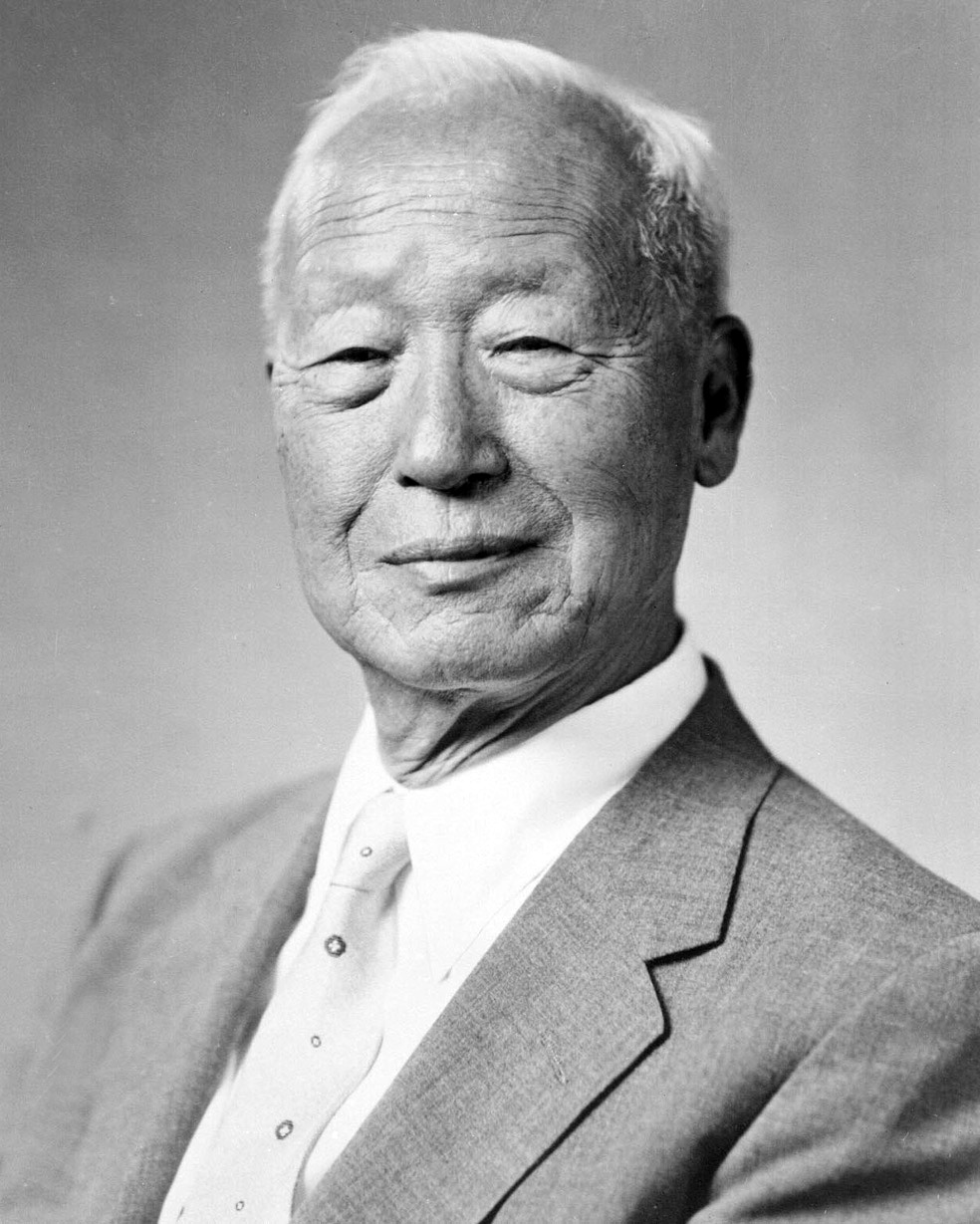
1956年時点の李承晩

1960年代に撮影された金日成の写真

1945年9月、朝鮮人民共和国が建国され、李承晩、金日成が政府閣僚を務めていたが、アメリカはこれを国家として認めず、アメリカは李承晩を指導者として朝鮮半島南部に政府を樹立することを検討する。そして、1948年8月、大韓民国が建国され、初代大統領は選挙によって李承晩が就任する。ソ連が統治する朝鮮半島北部においても、金日成を指導者とする朝鮮民主主義人民共和国が翌月建国される。こうして朝鮮半島に二つの国家が樹立されたが、李承晩も金日成も南北の国家統一をあきらめていなかった。
1948年の韓国では、共産主義勢力が李承晩政権に対してテロ活動を行っており、この情勢を奇貨として、金日成はスターリンに、南進の許可を乞うていた。スターリンは南進の許可を渋っていたが、ソ連が原爆を保有するようになったことや、毛沢東の中国と同盟を締結したことによって、アメリカとの全面戦争に陥る危険が回避できたと判断し、金日成に南進を許可する。

#### 朝鮮戦争の勃発と休戦

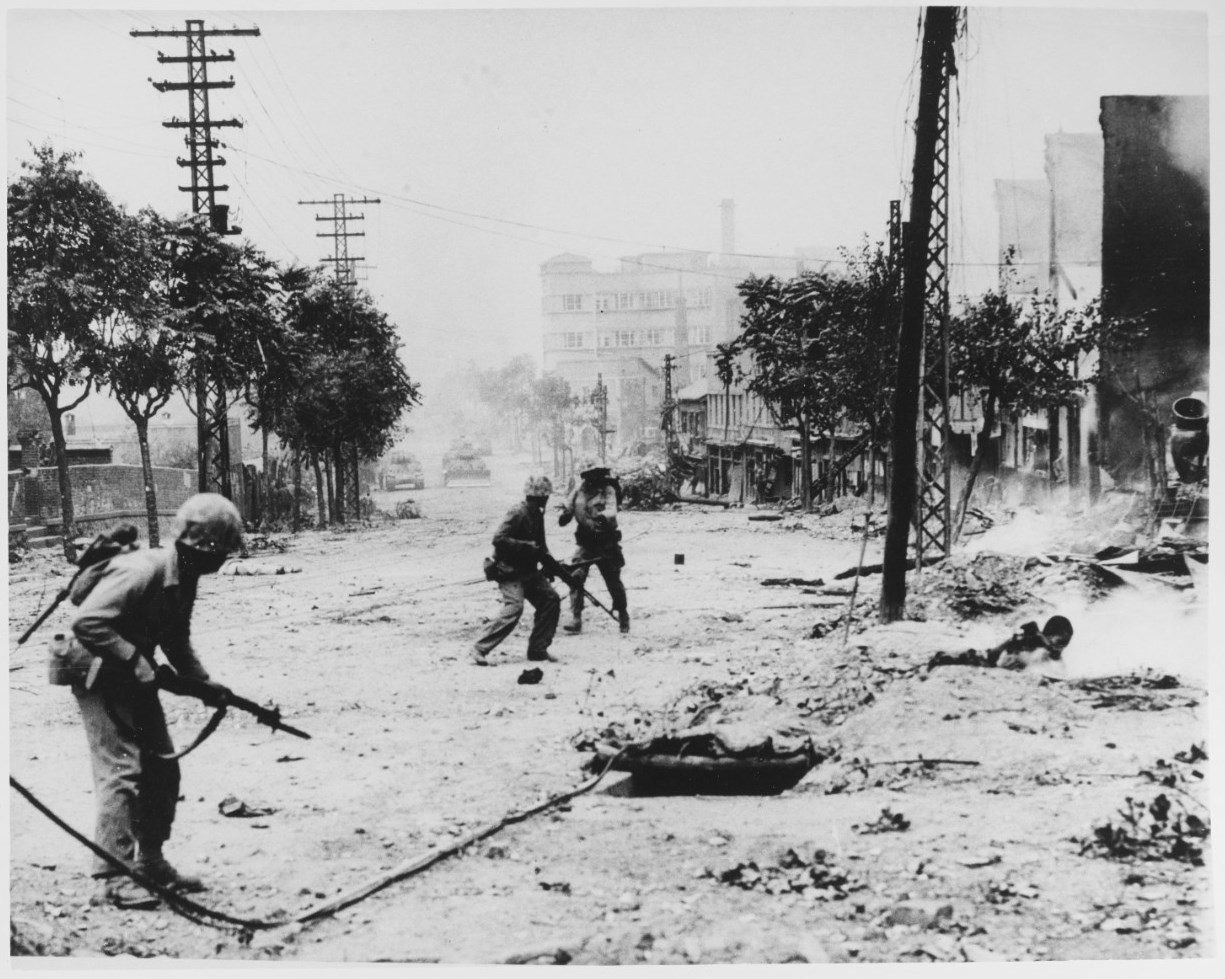
朝鮮戦争で戦う国連軍

1950年6月25日未明、北朝鮮は7万5千人の兵力で南進を行い、朝鮮戦争が勃発する。韓国の首都ソウルは、開戦3日目にして陥落し、李承晩は南方へと撤退する。アメリカは即座に北朝鮮の即時撤退を命じる決議を国連安保理事会に提出し、反対なしで採択された（ソ連は欠席）。その後、すぐにアメリカ軍を中心とする国連軍が編成され、国連軍は1950年9月15日朝鮮半島に上陸し、反撃に打って出る。国連軍は10月7日には、戦線を大幅に押し戻して、北緯38度線以北へと進軍する。そして、中国国境付近にまで進軍し、今度は中国が中国人民志願軍という名目で、軍隊を編成し、朝鮮戦争に参戦し、膠着状態に陥る。国連軍司令官のマッカーサーとトルーマンは戦争の方針を巡り対立し、マッカーサーは解任されるなど、アメリカ内部でも歩調が合っていなかった。朝鮮戦争では、ソ連側は参戦を拒否し、1950年10月に開催されたスターリンと周恩来の対談では、スターリンは北朝鮮の崩壊を容認する発言をしていた。ただ、ソ連が全く参戦しなかったわけではなく、ソ連空軍のパイロットが中国人民志願軍ないし北朝鮮軍を装って、北朝鮮領空に限定して、参戦していた。
朝鮮戦争は1953年7月、朝鮮戦争休戦協定が締結された。そして、1953年10月、アメリカと韓国は米韓相互防衛条約を締結する。
朝鮮戦争によって、アメリカはNSC-68の提案に基づき、国防費を4倍近くまで増額させた。

### サンフランシスコ平和条約並びに日ソ共同宣言
日本では、戦後アメリカが主体となり日本の民主化と非軍事化を推進する。1947年頃から、冷戦が深まりつつあったため、アメリカは占領方針を変え、日本の経済復興を優先し、公職追放を解除する。日本の経済復興が遅れれば遅れるほど、共産主義者の台頭が予測された。そして、朝鮮戦争をきっかけとして、アメリカは日本の講和を急ぎ、日本を同盟国に取り込み、日本本土と沖縄の米軍基地を橋頭堡として、ソ連との戦争に備える必要があった。こうして、1951年9月、サンフランシスコ平和条約と日米安全保障条約が締結された。だが、ソ連、東欧諸国は署名を拒否した。そして、毛沢東の中国は招待すらされなかった。サンフランシスコ平和条約は、1952年4月28日に発効された。
日本の講和条約にはかつての交戦国の反対が予想されたため、アメリカは、米フィリピン相互防衛条約、ANZUS条約を締結し、かつての交戦国を懐柔した。

## 核兵器の増強と東側諸国の動揺（1953年-1958年）

### アイゼンハワーのニュールック政策

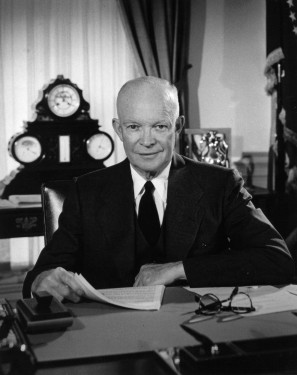
アイゼンハワー大統領。1956年2月、ホワイトハウスにて

アメリカでは、1953年1月、アイゼンハワーが大統領に就任する。アイゼンハワーはニュールック政策を打ち出し、トルーマン政権時代に膨れ上がった国防費500億ドルの削減に取り掛かる。アイゼンハワーは大規模な常備兵力と膨大な量の通常兵器の削減を行い、大量の核兵器による報復戦略をとる。こうして、兵力は350万人から250万人に削減され、軍事予算は400億ドルにまで減少した。核兵器の数は、1952年の841発から、1960年には1万8638発にまで増加させた。アイゼンハワー政権は、ソ連に対して強硬手段を講じるだけではなく、1958年、米ソの間で文化交流協定を締結し、アメリカの大学にソ連の留学生を受け入れたり、1959年7月には、モスクワでアメリカ博覧会を行うなど（台所論争）、交流の場を設けた。

### スターリンの死去とスターリン批判

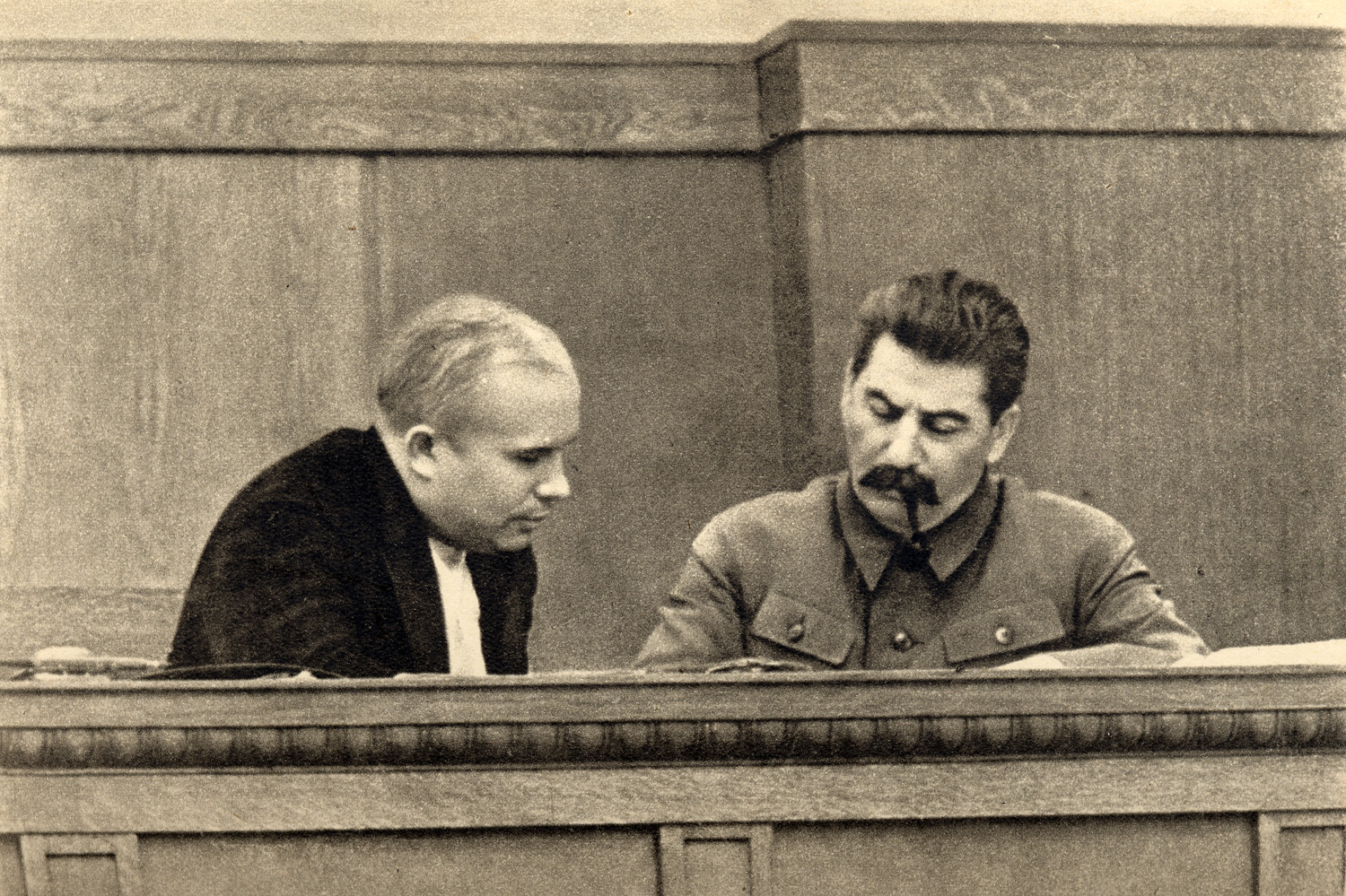
ニキータ・フルシチョフとヨシフ・スターリン

1953年3月、ソ連の指導者スターリンが死去する。そして、1956年2月、第20回ソ連共産党大会が開催され、ソ連の新指導者ニキータ・フルシチョフは、極秘演説でスターリンの犯罪を告発したスターリン批判を行う。それまで絶対的な指導者と仰いでいたスターリンの否定は、ソ連にとってはかなりリスクの高い演説だった。極秘演説だったスターリン批判は外部へ流出し、その詳細な内容が広く知られるようになる。
スターリン批判の影響は北朝鮮と東欧に波及する。北朝鮮では1955年12月、金日成が主体(シュチェ)思想を打ち出し、金日成の個人崇拝を推し進めていたが、スターリン批判によって、個人崇拝に対する批判の声が起き、金日成は反対派を次々に粛清した。この動きに、ソ連も非難したが、後述するポーランド情勢とハンガリー動乱によって、北朝鮮に深く介入ができなくなり、北朝鮮は主体思想が成立した。

#### ポズナン暴動
スターリン批判が流布したポーランドのポズナンでは、1956年6月28日、10万人の労働者がノルマの引き下げと食料品価格の引き下げ、結社の自由を訴え、暴動へと発展する（ポズナン暴動）。政府側は軍隊を動員し、労働者側に100人の犠牲者を出しながらも暴動を鎮圧した。ポーランドでは比較的国民に人気のあったヴワディスワフ・ゴムウカが新指導者に選出され、ゴムウカはソ連と交渉し、ソ連による軍事介入は防ぐことができた。

#### ハンガリー動乱

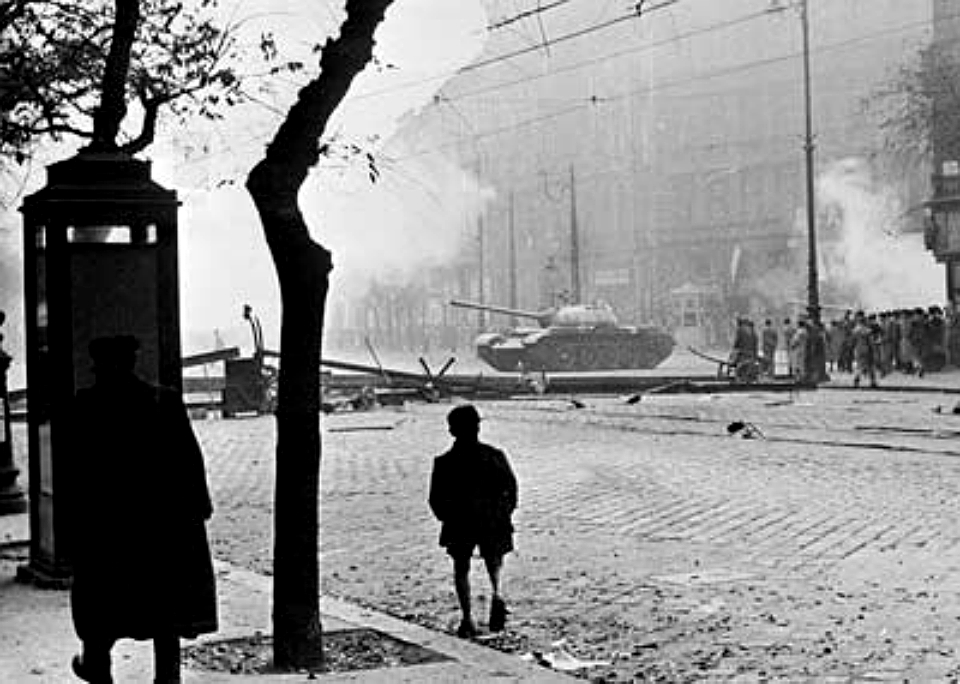
ブダペストを制圧するソ連軍の戦車

一方、ハンガリーでは同じ頃、深刻な事態が起きていた（ハンガリー動乱）。ハンガリーでは、スターリン派の政治家ラーコシ・マーチャーシュと、改革派の政治家ナジ・イムレが交互に首相に擁立されたり、解任されたりしていた。そして、学生たちが中心となり、駐留ソ連軍の引き上げ、報道・言論の自由、複数政党による自由選挙の実施を要求した。やがて、1956年10月23日、暴動が起き、30万人規模の人々がハンガリーの国会議事堂へと殺到し、犠牲者も多数発生する。そして、国民に人気のあったナジ・イムレが首相に就任し、ソ連軍のハンガリー撤退について合意する。だが、1956年10月31日、ナジ・イムレはハンガリーの中立化とワルシャワ条約機構の脱退を宣言したため、ソ連は軍事介入を行った。ナジ・イムレは逮捕後、1958年に処刑された。
ハンガリー動乱以前の出来事であるが、1953年6月には東ドイツで労働者による賃上げと労働条件改善のゼネストが起き、ソ連は軍を動員してこれを鎮圧するなどし（東ベルリン暴動）、このようにソ連が武力に頼ることは珍しくなかった。

### 台湾海峡危機と中ソ関係の悪化
1954年9月、中国は金門島を砲撃し、台湾の解放を訴える（第一次台湾海峡危機）。そして、1958年8月にも再び金門島を砲撃した（金門砲戦）。この行動にソ連は、表向きは中国を支持するが、アメリカとの全面戦争開戦を回避したいと考えていた。そこで、ニキータ・フルシチョフはドワイト・D・アイゼンハワー大統領に、ソ連は中国に対して示威行動の停止を行っていることを通知した。国連でも停戦に向けた動きが高まったため、1958年10月に、中国による砲撃は中止された。この中国による金門島砲撃は、ソ連としては余りにも突然の出来事であったため、毛沢東が精神状態に異常をきたしたのではないかと見ていた。また、第二次台湾海峡危機の際、ソ連側はアンドレイ・グロムイコ外相を毛沢東の元に派遣したが、毛沢東は核戦争を行う可能性について言及し、グロムイコを驚愕させた。
スターリン死去後にソ連の指導者となったフルシチョフは、1957年に国防新技術協定を中国と締結し、中国との同盟関係強化に勤しむ。ソ連は原爆関連のデータを中国に提供し、ソ連人の顧問を多数派遣し、彼ら顧問は、広範に渡り中国に対して助言を行った。だが、1958年になると、毛沢東は独自路線の社会主義を歩み、その一環として大躍進政策を打ち出した。鉄鋼の生産量を倍増させるという非現実的な目標により、中国は1959年に飢饉に見舞われ、餓死者が多数でるなど、1961年までに4000万人が大躍進政策の犠牲となった。途中、ソ連人顧問はこの大躍進政策を戒めたが、毛沢東は黙殺した。1959年の第21回ソ連共産党大会では、フルシチョフは毛沢東を批判した。
そして、毛沢東は、大躍進政策について批判的な中国人は、ソ連型の経済に傾倒していると疑い、ソ連に嫌悪感を抱くようになる。1959年10月、毛沢東とフルシチョフとの間で会談が行われたが、毛沢東とその側近は一斉にフルシチョフを侮辱し、会談は何の成果も生み出さなかった。毛沢東がソ連に対して態度を硬化させたその他の理由としては、ソ連が中国領内でのソ連の無線基地建設の提案を行ったこともあった。
毛沢東に不信感を抱いていたソ連は、1959年6月には、中国に対して、核兵器開発協力の停止を通告し、1960年夏になると、ソ連人顧問の中国からの引き上げを行った。事実上、1960年に中ソの同盟関係は破綻していた。
大躍進政策による飢餓が1961年に発覚すると、ソ連は食糧支援を行うなど、表面上は同盟関係を維持していたものの、1963年には、フルシチョフは最早中国との同盟の維持は不可能と考え、両国の対立が表面化する。
中ソ関係の悪化の原因の一つとして、1959年8月に中国とインドの間で国境未確定部分における紛争勃発時（中印国境紛争）、ソ連が中立を決め込んだことも原因の一つである。

### 西ドイツの再軍備
朝鮮戦争によって、西欧諸国においても、ソ連への備えが必要となり、西ドイツの再軍備が求められるようになった。だが、フランスはこれを快く思わず、1950年10月、ヨーロッパ統合軍を創設し、西ドイツ軍をその傘下に置くという欧州防衛共同体(EDC)構想を提案する。EDCは、西欧諸国で支持を受けたものの、1954年8月に、発議国のフランス議会で否決されてしまい、EDC構想は立ち消えとなった。だが、イギリスのイーデン外相が助け舟を出し、新たに設置した西欧同盟(WEU)に西ドイツを加盟させ、フランスとその他の西欧諸国の、対ドイツへの安全保障を確保するため、イギリス軍がヨーロッパに駐留することを提案した。こうして、西ドイツの再軍備が1954年10月、パリ協定によって西ドイツの再軍備とNATO加盟が認められ、国家主権の大半が回復された。この状況を受けて、1955年5月14日、ソ連は東欧諸国によって構成されるワルシャワ条約機構を設立した。ワルシャワ条約機構は当初は、軍事同盟ではなかったが、1960年代を通じて、軍事同盟へと変容する。
なお、オーストリアについては、1955年、オーストリア国家条約によって中立化が決定した。

### 核開発競争と防備
1950年代は、核兵器の開発が盛んになった年代でもあり、イギリスは1952年に原爆実験に成功し（ハリケーン作戦）、1957年には水爆実験も成功した。フランスも1954年に核兵器開発に着手する。だが、西ドイツは、ABC兵器の自国領内の製造を禁止しており、アメリカが撤退した場合、核兵器による防衛が無くなることが予期された。こうした状況を受けて、1958年、ドイツ連邦軍に核弾頭が搭載可能な巡航ミサイルが配備された。その一方で、核兵器の拡散を防ぐために、核実験禁止条約が1958年10月から米英ソの間で交渉が始まる。

### 日本と西ドイツの外交

#### 西ドイツの外交
1955年7月、ジュネーヴにおいて、東西首脳会談が10年ぶりに開催された（ジュネーヴ四巨頭会談）。会談では、東西ドイツや軍縮について議論されたが、特に何も決まることが無いまま閉会した。だが、この会談によって、東西の勢力範囲については、米ソの間で暗黙の了解が得られるようになる。
1955年6月、ソ連指導者フルシチョフは、西ドイツ首相コンラート・アデナウアーをモスクワへと招待した。ソ連は西ドイツと国交を樹立して、貿易協定を締結する狙いが有った。ソ連側は、アデナウアーに対して、国交回復と引き換えに、第二次世界大戦のドイツ軍捕虜の釈放を提案した。アデナウアーはこれを承諾し、1955年9月14日、西ドイツとソ連との間に国交樹立が合意された。1956年秋、ソ連は東西両ドイツを主権国家として承認し、ソ連は東ドイツとも国交を樹立した。だが、これに対して、米英仏は西ドイツこそが、（ドイツの）正統政府であることを表明した。そして、西ドイツは米英仏の表明を受けて、東ドイツを政府として認めないことを表明し、今後東ドイツと国交を樹立する国とは断交するというハルシュタイン・ドクトリンを打ち出した。

#### サンフランシスコ平和条約締結後の日本外交
1952年4月、モスクワで世界経済会議が開催され、中ソが日本に接近し国交樹立を迫る。アメリカ合衆国大統領アイゼンハワーは、日本を西側に引き込むために、対日経済援助や、日本製品に対するアメリカ市場の開放によって引き止め、1953年4月、日米友好通商航海条約を締結し、日本のGATT介入も支持した。
アメリカは日本に対して、防衛力の強化を求め、こうして、陸海空の自衛隊が1954年に発足する。
1954年12月、鳩山政権が樹立されると、それまでの吉田茂の親米路線見直しを図る。1956年10月19日、鳩山は訪ソし、ブルガーニン首相と会談の場を持ち、日ソ共同宣言に署名した。同会談では、北方領土についても議論された。北方四島については、ソ連は、歯舞群島と色丹島の二島返還は了承していたが、これに対してアメリカ合衆国国務長官のジョン・フォスター・ダレスは、二島返還を受け入れた場合、沖縄は金輪際返還しない可能性を示唆した（ダレスの恫喝）。

## 第三世界における冷戦の展開(1945年-1956年)
東西冷戦は、第三世界でも繰り広げられた。第三世界とは、西側諸国でもなく、東側諸国でもない国や、低開発地域の国々のことであり、第二次世界大戦終戦直後、ソ連は第三世界を軽視していたが、スターリン死去後、第三世界へと進出する。第二次世界大戦終戦によって、イギリス、フランス、オランダと言ったかつての植民地の宗主国の力が弱まると、戦後、これら宗主国に支配されていた植民地は、独立を宣言するなどした。だが、宗主国側は戦後もなお、植民地支配を行おうとしていたため、紛争が起きることもあった。ソ連の指導者フルシチョフは、1955年にインド、アフガニスタン、ビルマを歴訪しソ連の影響力増大を図る。1958年2月の統計によるとソ連はエジプト、インド、シリア、アフガニスタン、インドネシア、ビルマ（現在のミャンマー）、セイロンなどの発展途上国に対して総額19億ドルほどの援助を行っていた。

### 東南アジア

#### インドネシア情勢

インドネシア大統領スカルノ

インドネシアはオランダが宗主国で有ったが、第二次世界大戦中は、日本が宗主国となり、日本は、スカルノに接触し、インドネシアの石油資源の確保のために、戦後（日本勝利後）のインドネシアの独立をちらつかせていた。第二次世界大戦終戦後、スカルノがインドネシア初代大統領に就任し、独立を宣言する。だが、かつての宗主国オランダは、これに反対し、武力衝突が起きる。1946年11月に、一時停戦されたものの、インドネシア国内の共産党が武装蜂起するなどしたため、アメリカはオランダを西側に引き込むために、オランダを支援する。しかし、インドネシア政府が、共産党組織を制圧したため、インドネシアに共産主義の波が押し寄せることは無いとアメリカは考え、また、インドネシアにおいて反西欧感情の湧出を警戒し、オランダにインドネシアから手を引くよう要請した。この際、トルーマン政権のアチソン国務長官は、オランダがインドネシアから撤退しない場合、マーシャル・プランを停止すると脅し、オランダも独立に同意し、1950年にインドネシアは独立を果たした。

#### ベトナム情勢

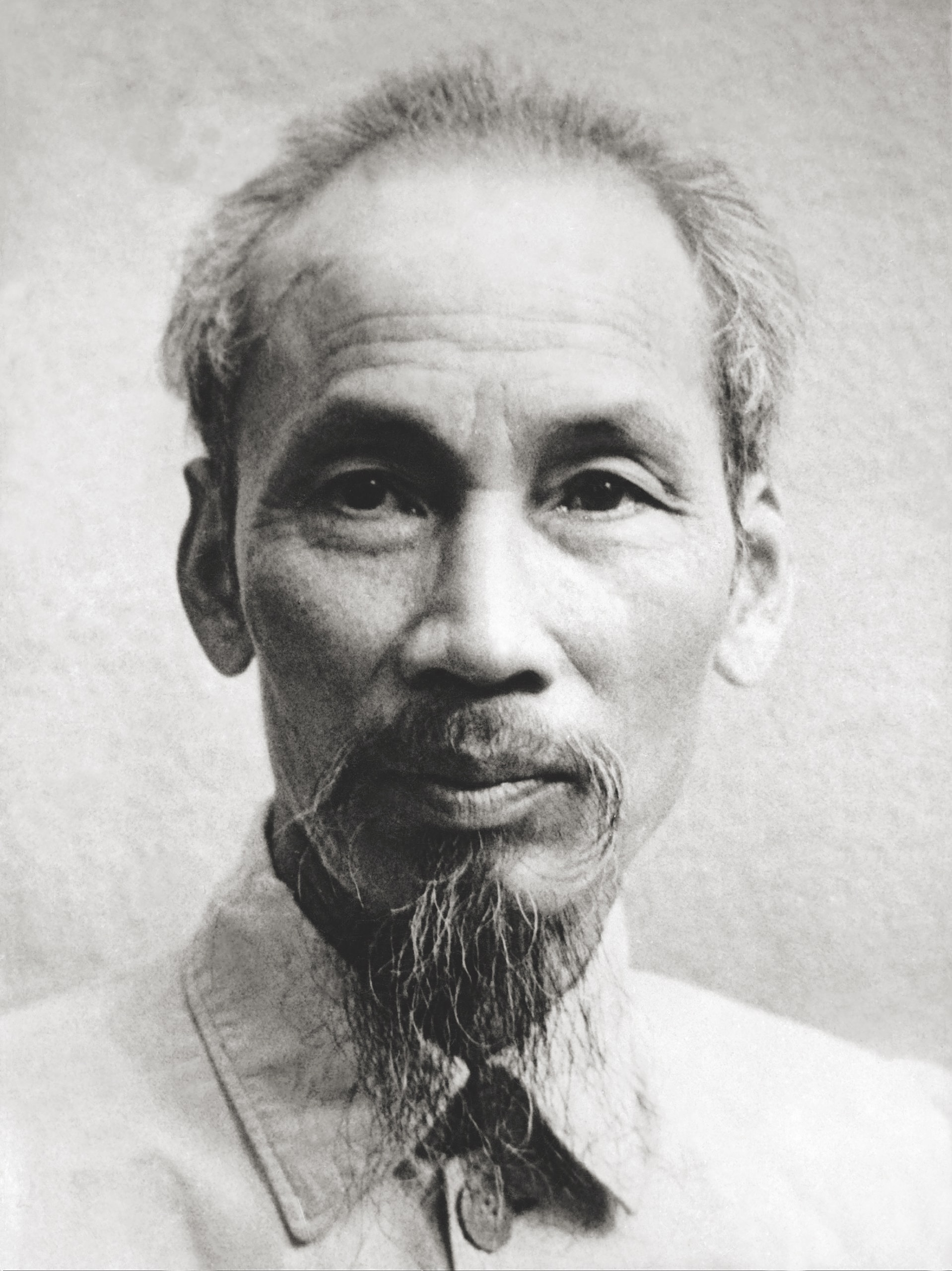
北ベトナムの指導者ホー・チ・ミン

一方インドシナ半島の、ベトナムについては、かつてフランスが宗主国であった。第二次世界大戦終戦直後、ホー・チ・ミン率いるベトナム（北ベトナム）は、独立を宣言する。フランスはこの独立宣言を認めず、1946年12月、第一次インドシナ戦争が勃発する。アメリカは当初は、フランスによるベトナムの支配には懐疑的だったが、1950年1月には、中国が北ベトナムを国家として承認し、北ベトナムへ本格的な軍事援助を行う。フランスは、バオ・ダイ帝を擁立し南ベトナムを建国する。アメリカはフランスとの関係を重視し、1950年5月よりフランスに対してインドシナ戦争の戦費援助を行うようになる。1954年4月、アメリカのベトナム情勢に介入について、ドワイト・D・アイゼンハワーは南ベトナムの重要性について、「もし、ドミノを並べて最初の1個を倒せば、非常に素早く最後のドミノが倒れるのは確実である」と、述べた。これがドミノ理論として知られ、ベトナムを起点として共産主義国家が樹立されると警鐘を鳴らした。
だが、1954年、ディエンビエンフーの戦いで、北ベトナム軍によって壊滅的な打撃を受けたフランスは、インドシナ半島からの撤退を検討する。ディエンビエンフーの戦いでは、フランスはアメリカに対して、空爆を要請したが、アイゼンハワーは、なおもフランスが植民地主義にこだわっていることから、空爆を拒否した。こうして、フランスは1956年4月にインドシナから引き上げた。ベトナムは、北緯17度線で、南北に分割された。北ベトナムは共産主義者ホー・チ・ミンが指導者を務め、南ベトナムは、ゴ・ディン・ジエムが政権の座に就いた。アメリカは、ゴ政権を支援するようになる。
アメリカは東南アジアに対しては、1954年9月にアメリカ主導で東南アジア諸国を中心とした東南アジア条約機構(SEATO)を組織した。

### 印パ情勢
冷戦時代のインドとパキスタン情勢について簡潔に記載する。
インドは、1947年にイギリスから独立を果たした。インドは東西どちらにも属さない非同盟路線をとる。だが、どちらかと言えば社会主義政策を取り、トルーマン大統領はインドを警戒する。1950年代半ば、インドはソ連との結びつきを強め、インドとソ連との間に経済援助協定を締結する。ソ連への接近に対して、アメリカはインドへの経済援助を拡大した。こうして、インドは米ソ両国から援助を得るという稀有な国となった。
パキスタンは、インドと共に独立を果たしたが、両国は建国以来犬猿の仲であった。パキスタンは1950年代はインドに対抗するため、アメリカに接近し、1954年には、アメリカとパキスタンとの間に相互防衛支援協定が締結される。
1962年に勃発した中印国境紛争では、インドに対してアメリカとソ連が支援し、これを見たパキスタンは中国に接近する。そして、1965年に印パとの間で、カシミール地方を巡って武力衝突が起きる（第二次印パ戦争）。戦況が不利になったパキスタンは今度はソ連に援助を要請し、ソ連が停戦を仲介した。
1971年12月には、第三次印パ戦争が勃発し、アメリカはインドの侵略行為を非難した上で、パキスタンを支援し、インドはソ連と協力関係を強めた。

### 非同盟運動
1950年代半ば頃より、インド、インドネシアを中心として東西陣営どちらにも所属しない非同盟運動が盛んになる。1954年、インドの首相ジャワハルラール・ネルーがスリランカの首都コロンボにおいて、冷戦における各国（主に東南アジア）の位置づけを議論し、1955年4月には、インドネシアのバンドンでアジア・アフリカ会議（バンドン会議）が開催された。1956年7月、インドのネルー首相、エジプトのガマール・アブドゥル＝ナーセル（以降、ナーセルと表記）大統領、ユーゴスラビアのヨシップ・ブロズ・チトーが会談し、非同盟主義をとる諸国の首脳会議を開催することを決定するなど、非同盟運動が盛んになる。その中でも、ユーゴスラビアが非同盟運動の中心国となる。非同盟諸国は、1960年になると、国連総会の投票面で重要な存在となった。

### CIAによる第三世界での工作活動
アイゼンハワー政権は、第三世界情勢に介入する際は、当該国に対してCIAによる工作活動を行って、西側に取り込むことがあった。1951年には、イランの首相に就任したモハンマド・モサッデクは、石油産業を強引に国有化し、イギリスはアメリカに支援を求めた。そこで、アメリカはCIAを起用して、モサッデク政権を転覆させるために工作活動を行い、1953年8月には軍部のクーデターによって、親米政権が樹立された。
グアテマラでは、1951年急進的な農地改革が行われ、アメリカ資本の企業の土地や財産が接収されるなど強硬的な手段が取られたため、1954年春、アイゼンハワー政権は、グアテマラのハコボ・アルベンス政権に対して、CIAに工作活動を行わせて、これも政権転覆に成功する。
1958年には、非同盟路線をとるインドネシアのスカルノが中央集権化を推進し、共産党とも連携するようになり、アイゼンハワー政権は、CIAを活用し、反スカルノ工作を行わせたが、これは失敗に終わった。

### エジプト情勢

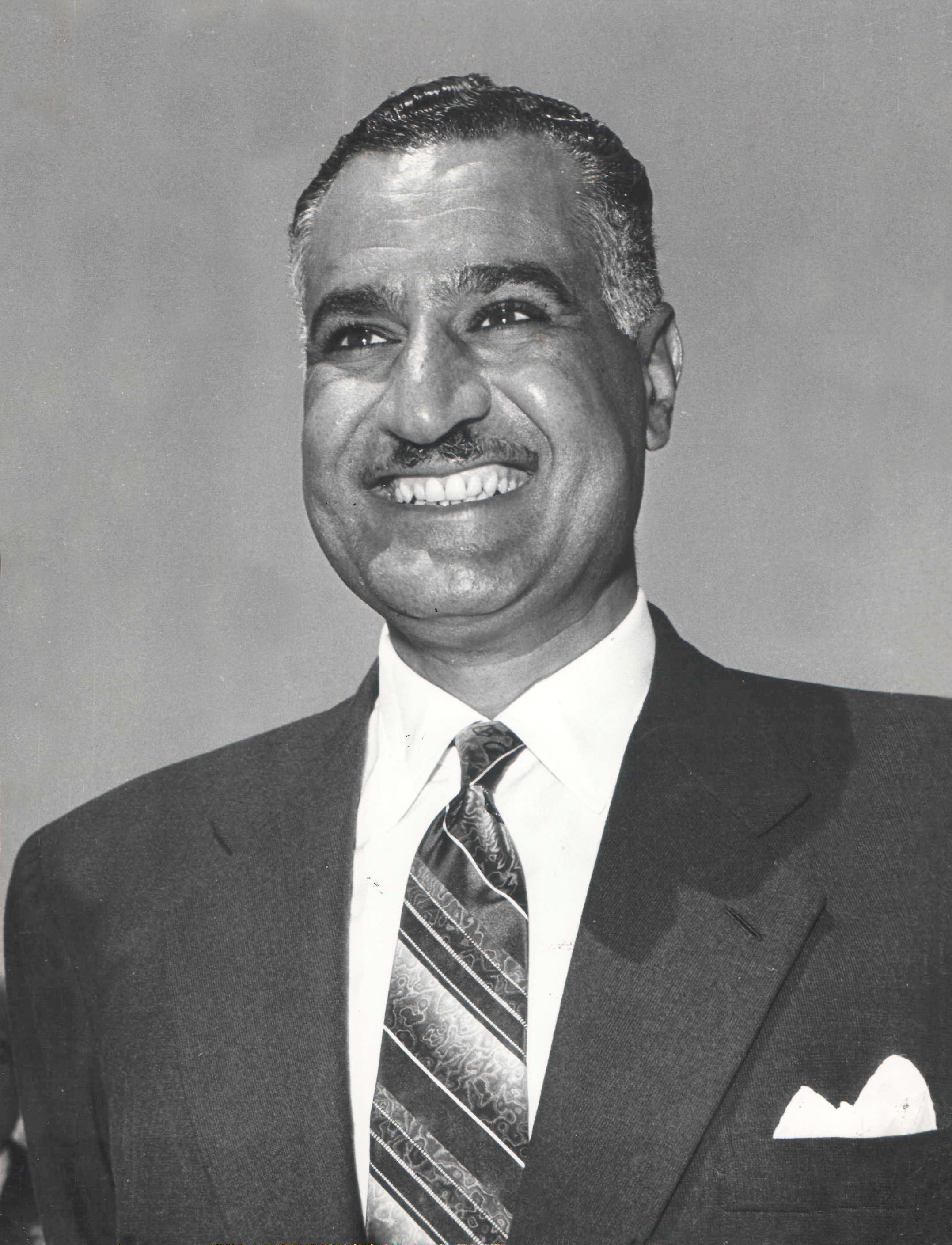
エジプト大統領・ナーセル

エジプトは、1952年ナーセルが権力を掌握し、非同盟路線を取っていた。エジプトに所在するスエズ運河は、かつての宗主国イギリスが支配していた。1955年イスラエルが、パレスチナにあるエジプト領地ガザを攻撃する。ナーセルは、ソ連に軍備援助を要請し、ソ連はこれを承諾する。ソ連に接近しようとするエジプトを西側に引き込むために、米英はアスワン・ハイ・ダム建設の資金援助をナーセルに提案するが、ナーセルはこれを黙殺する。実際のところ、エジプト側は先行してソ連からダム建設の資金援助を得ていた。ソ連からダム建設の資金を得ていることを知ったアイゼンハワー大統領は、1956年7月19日にダム建設の援助案を撤回する。すると、ナーセルは1956年7月26日、スエズ運河会社の国有化を行い、運河の通行料金をダム建設に充当することを表明する。イギリスは、フランス、イスラエルと共謀し、エジプトへの軍事侵攻を計画し、1956年10月29日、まずはイスラエルがエジプトを攻撃し、まもなくイギリス、フランスがそれに続いた（第二次中東戦争）。これを受けて、ソ連はイギリス、フランスに対して核攻撃をちらつかせ、アメリカは即時停戦とイスラエル、イギリス、フランスの即時撤退を呼びかけ、それに従い第二次中東戦争は終戦した。ナーセルは軍事的には敗北したものの、政治外交面では勝利を収めた。

## 米ソの科学競争

### ソ連のスプートニク打ち上げ成功

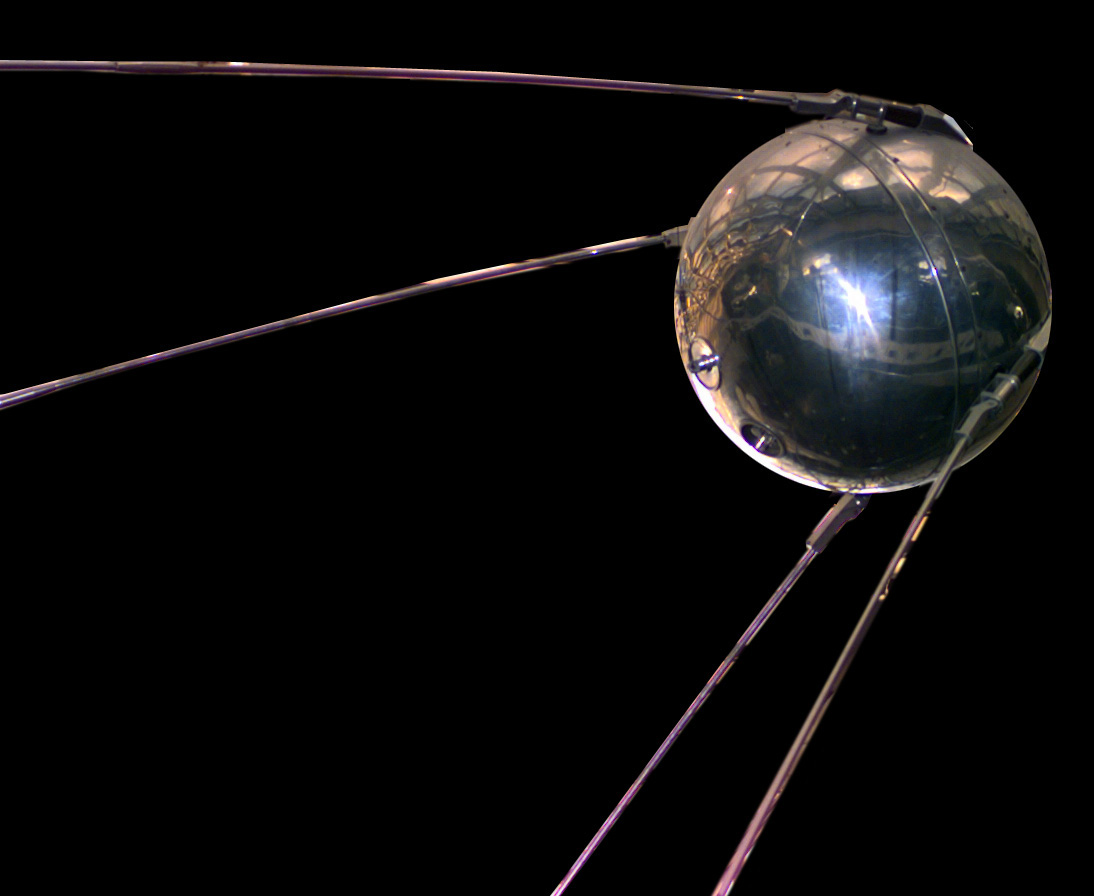
ソ連が開発したスプートニク1号

1957年8月、ソ連は人工衛星スプートニクの打ち上げに成功する。そして、その2か月後の10月には、大陸間弾道ミサイル(ICBM)の開発にも成功する。ソ連がミサイル開発において、アメリカよりも先行したため、アメリカ国内では動揺が走った。1950年代後半のソ連の経済成長率はアメリカの約2倍であり、フルシチョフは、1956年11月、「好むと好まざるとにかかわらず、歴史は我が方にある。我々はあなた方を葬り去るだろう」と強気の発言をするなどしていた。このスプートニクの打ち上げ成功は、ソ連が強大で有ることを印象付けさせ、フルシチョフは「我がソ連ではミサイルは工場のラインから、ソーセージのように生産されている」と言い放った。
スプートニクの打ち上げ成功により、アメリカ国内では、ソ連がミサイル技術で先行している様子をミサイル・ギャップという言葉で表現した。アメリカ議会ではジョン・F・ケネディ上院議員（当時）が急先鋒となり、アイゼンハワー政権を批判した。実際のところアイゼンハワーは1950年代半ばより、U-2偵察機によってソ連領空を偵察させており、ソ連のミサイル戦力がアメリカよりも劣っている状況をつかんでいたため、泰然自若としていた。だが、アイゼンハワーは、領空侵犯をしていた手前、ソ連のミサイル戦力が劣位にあることは公言出来ず、ミサイルの研究開発費用の増額が行われた。

## ベルリンの壁建設とキューバ危機の終結(1958年-1964年)

### ベルリン危機

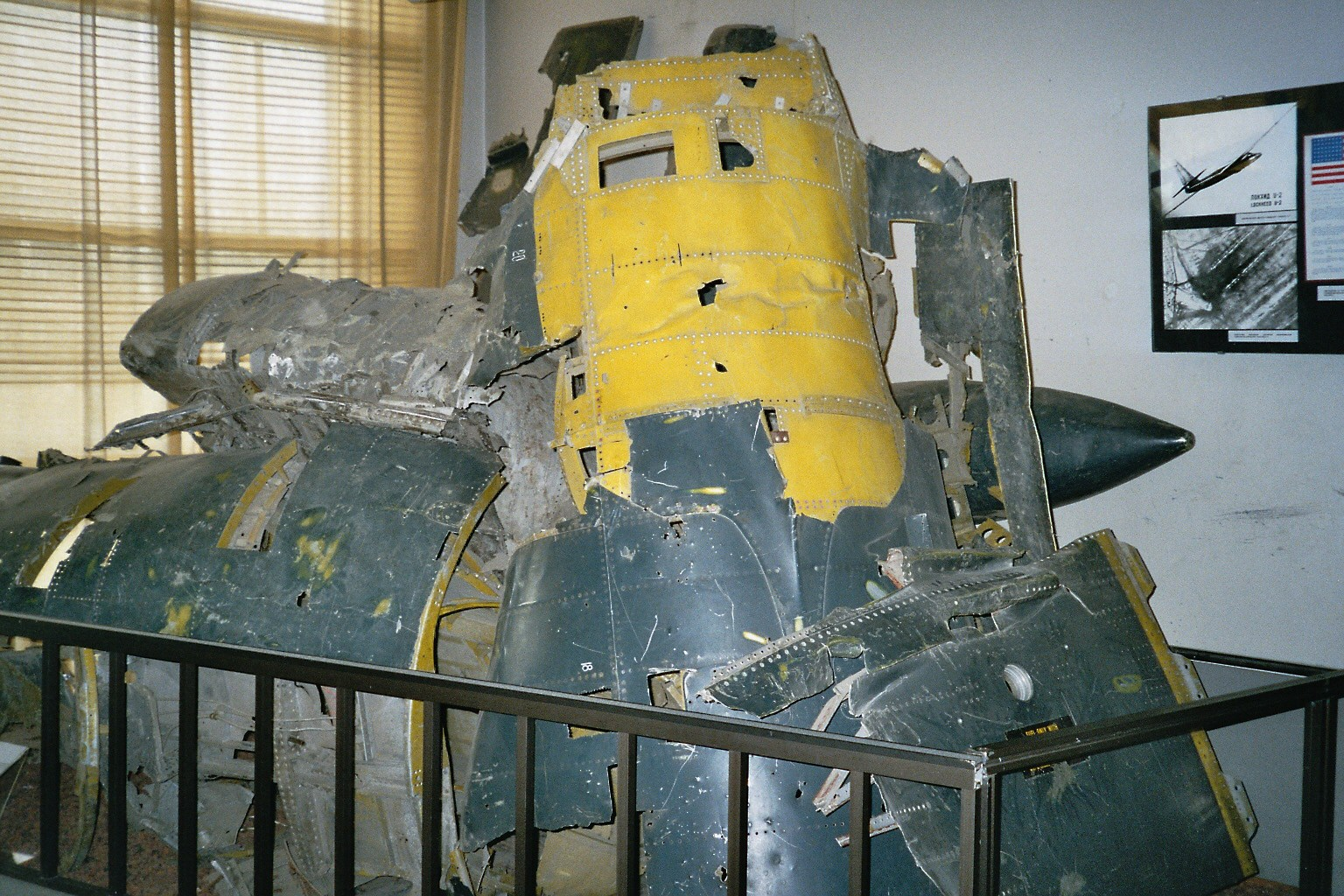
U-2撃墜事件で撃墜された機体の残骸

1958年になっても、東ドイツは西側から国家として承認を得られていない状態であった。また、フルシチョフは東ドイツをソ連の安全保障上重要視し、また、東ドイツから西ドイツへと若く優秀な人材が次々に流出（亡命）していたこともあり、フルシチョフはいらだっていた。経済成長を遂げる西ドイツに対して、東ドイツは経済的に行き詰まっていた。このような状況を受けて、フルシチョフは1958年11月27日、西側に最後通牒を突き付ける。ソ連は東ドイツと単独で平和条約を締結し、これによって西側の西ベルリン占領の権利は失効すると西側に通達した。もし、そうなった場合、西ベルリンへの往来が東ドイツに委任されるということになる。このような状況に対して、会談の場が幾度か設けられたが、平行線をたどる。
1959年にジュネーヴで米英仏ソの4か国首脳会談が開催され、その後、キャンプ・デービッドにおいて、米ソ首脳会談が行われ、フルシチョフは最後通牒を取り下げた。そして、1960年5月16日、パリで東西首脳会談が開催されることとなり、融和ムードが漂った。だが、1960年5月1日、アメリカのU-2偵察機が撃墜されるという事件が起こり（U-2撃墜事件）、これに激怒したフルシチョフはアイゼンハワーに謝罪を要求するも、アイゼンハワーは、U-2の飛行目的は気象観測飛行であって、誤って領空侵犯を行ったとして謝罪を拒否した。こうして、パリ首脳会談はフルシチョフによって流会することとなり、アイゼンハワーも二期目の任期が終わり、ベルリン問題は次期大統領ジョン・F・ケネディに持ち越されることとなった。

### ケネディ政権

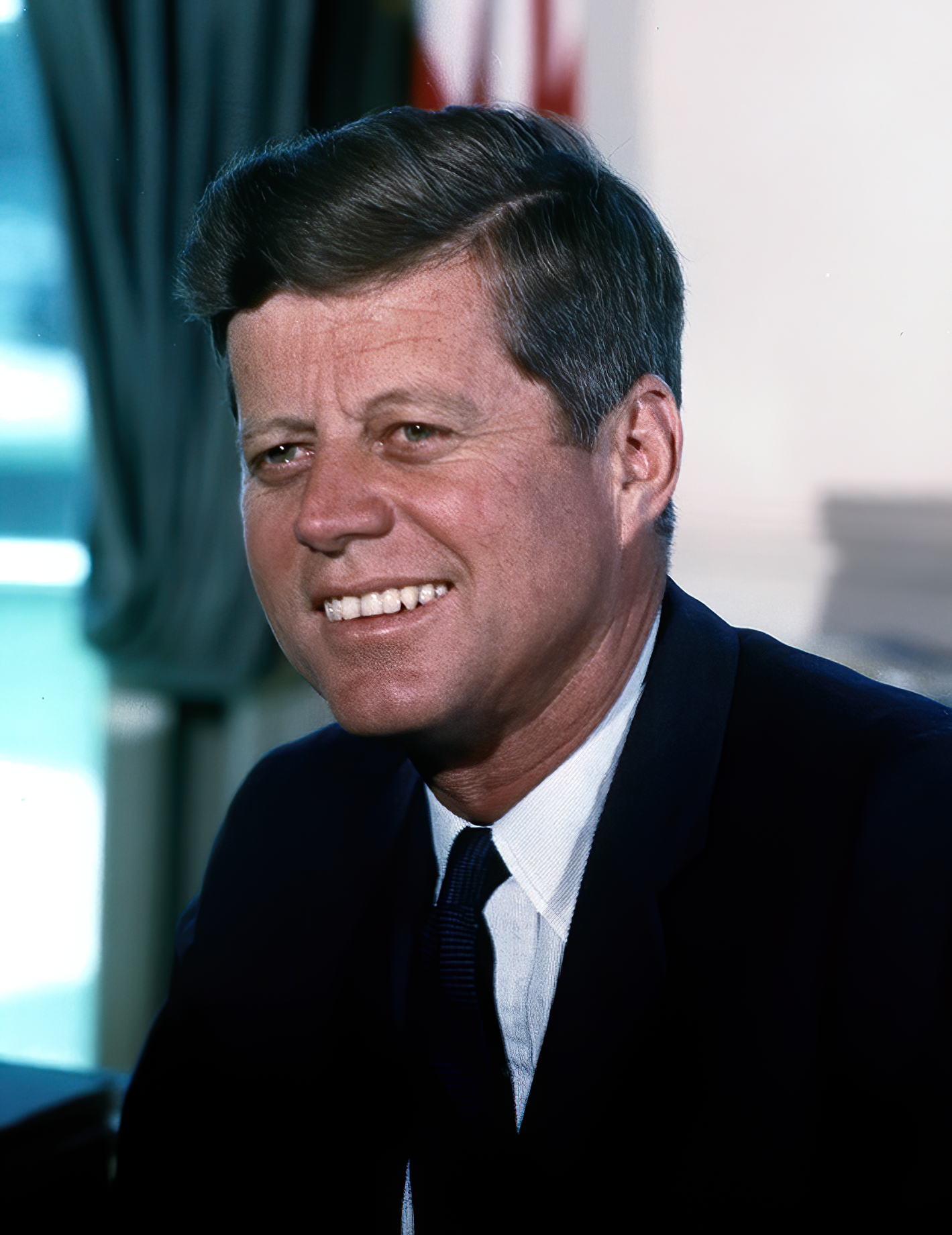
ジョン・F・ケネディ

1961年1月、ジョン・F・ケネディが大統領に就任する。ケネディは、上院議員時代はミサイル・ギャップ論の提唱者であったが、1962年時点での核戦力については、アメリカは250基のICBM、9隻の原子力潜水艦に144基のポラリスミサイル、630基のB-52爆撃機を配備していた。一方ソ連の方は、ICBMは75基、長距離爆撃機は120機に過ぎず、アメリカの方が遥かに優位であり、ケネディはミサイル・ギャップが無かったことを知る。これを受けて、ケネディはソ連の攻撃の出方に応じて、柔軟に反撃手段を変えるという柔軟反応戦略を採択する。この柔軟反応戦略は、後に1967年11月、NATOの公式戦略として採択される。1967年には西欧諸国に配備された戦術核兵器の弾頭数は約7千発にまで達した。また、ケネディ政権時代は、ロバート・マクナマラ国防長官によって、確証破壊(Assured Destruction、AD)という戦略が打ち出された。これは、米ソどちらか一方が核攻撃を行った場合であっても、一方が核攻撃によって反撃し双方に大損害が発生するという概念である。このADは後に、Mutual(相互の)が付加され、相互確証破壊（MAD、 狂気のという意味のMADと掛けている)へと変容する。
米ソの競争は宇宙空間にまで及び、ソ連は世界初の有人宇宙飛行を1961年4月に行った。これに対抗して、ケネディは1960年代末までに人類を月面に送り出す計画を表明した（アポロ計画）。

#### ピッグス湾事件
ケネディが最初に直面した外交政策はキューバであった。アメリカはキューバを事実上保護国化しており、1934年以降フルヘンシオ・バティスタ政権を支援していた。1950年代半ばから、フィデル・カストロが武装蜂起を行い、幾度か失敗したが、1959年1月に政権を掌握し、社会主義政権を樹立する。カストロは当初はアメリカに接近するなどしていたが、当時の大統領アイゼンハワーは、ゴルフ中という理由で会談を断った。カストロは、農地改革法を採択し、アメリカ資産の接収を行い、アメリカとの対立が生じる。1960年には、ソ連のアナスタス・ミコヤン第一副首相が訪れ、キューバに対して経済支援と軍事支援を行うことを約束する。1960年11月、カストロはソ連陣営に所属することを表明する。こうして、アメリカ本土と目の鼻の先に社会主義政権が樹立されたことはアメリカとしては脅威であった。そこで、アイゼンハワー政権は、1960年3月、CIAにカストロ政権の転覆に向けた工作活動を行うよう命じた。CIAは亡命キューバ人を編成し、グアテマラでカストロ政権転覆に向けて軍事訓練を施した。
こうして、ケネディはアイゼンハワー政権の方針を受け継ぎ、CIAによるカストロ政権転覆の工作活動の実行を承認し、1961年4月17日、CIAによる訓練を受けた亡命キューバ人部隊がピッグス湾から上陸する（ピッグス湾事件）。だが、カストロ政権はこの動きを予期しており、カストロ政権転覆は失敗に終わり、ケネディは早々に外交政策で大きな失点を喫した。

### ベルリンの壁建設へ

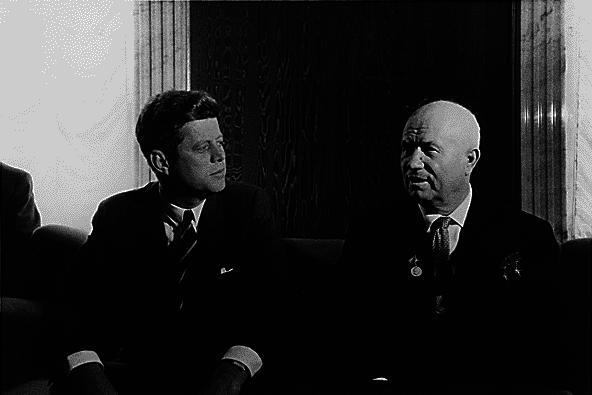
ウィーン会談におけるフルシチョフとジョン・F・ケネディ大統領

1961年6月、ケネディとフルシチョフはウィーンにて会談を行った（ウィーン会談）。同会談では、ラオスの中立化については合意したものの、核実験の禁止、ベルリン問題、第三世界の扱いについて対立し、特に大きな成果は上げられなかった。フルシチョフは、ウィーン会談で、西ベルリンからの西側連合軍の撤退を性急に迫り、ケネディは1961年7月25日、テレビ演説で国防費の増額と兵員の増加、そして、西ベルリンの在米軍の増派を発表し、ベルリン問題は決裂した。なお、この頃、ベルリンは東西に分断されていながらも、東西ベルリンの往来は比較的自由であり、東ベルリンに居住し、西ベルリンに通勤し外貨を獲得するということが行われていた。
ウィーン会談後、東ドイツから（西ベルリン経由での）西ドイツへの亡命者は急増し、東ドイツの指導者ヴァルター・ウルブリヒトは、東西ベルリンの境界を塞ぐことを提案し、フルシチョフはこれを承諾し、1961年8月13日午前1時より、有刺鉄線によって東西ベルリンの境界は塞がれることとなった。鉄条網程度だった境界は、やがて強固な壁へと変貌した（ベルリンの壁）。なお、東ドイツは建国以来1961年時点まで約250万人の亡命者がいた。ベルリンの壁構築後の1961年9月1日、ソ連は核実験の再開を行い、アメリカも1962年4月核実験の再開を行った。1964年、ソ連と東ドイツの間に友好相互援助協力条約が締結され、西ベルリンが特別な地位にあることを東ドイツが承認することと引き換えに、ソ連からの援助が得られることとなり、ベルリン問題は一旦は終息した。

### キューバ危機

キューバで最初に発見されたソ連のMRBM（アルテミサ州サン・クリストバル）

1962年春頃に、フルシチョフはキューバに核ミサイルの配備を決定する。キューバに核ミサイルを配備した理由としては、アメリカのキューバ侵攻を警戒したこと、ソ連はその時点でICBMを所持していたが、アメリカとの劣位は明らかであり、キューバであれば中距離核ミサイルでもアメリカ本土への攻撃が可能となり、抑止力として十分であると考えられた。こうして、1962年夏、ソ連はキューバと極秘裏に軍事協定を締結し、キューバで核ミサイル基地の建設を開始する。フルシチョフとしては、1962年11月のニューヨーク国連総会時に、核ミサイル基地建設を公表し、ベルリン問題の解決を迫る腹積もりだった。また、既にアメリカはイタリアとトルコに中距離核ミサイルを配備していたため、ソ連によるキューバのミサイル基地建設を正当化出来ると考えていた。だが、1962年10月14日、アメリカのU-2偵察機が、ミサイル基地建設の現場を空撮し、アメリカは、キューバに核ミサイル基地が建設されていることを知る。
ケネディ政権は、最高執行委員会（エクスコム）を結成し、キューバのミサイルへの対応を行う。それによって、キューバへのミサイル搬入を防ぐために海上封鎖が選択された。ケネディは10月22日夕方、テレビ演説でキューバに核ミサイルが配備されていることを公表した。その後、ケネディとフルシチョフとの間で書簡による交渉によって、10月27日に合意に至り、アメリカ側は、キューバ侵攻をしないことと、トルコに配備した中距離核ミサイルの撤去を行い、ソ連はキューバのミサイルを撤去することで、危機は回避された。キューバ危機後の1963年6月、米ソの間でホットライン協定が締結され、ホワイトハウスとクレムリンとの間に通信回線を設置した。そして、1963年8月には、米英ソの間で核兵器の軍拡競争を制限するために部分的核実験禁止条約(PTBT)が調印され、米ソの間で初めて軍備管理交渉が妥結した。PTBTは、調印した米英ソのみに適用されるのではなく、PTBT賛同国にも適用されることになっており、西ドイツは、もしも東ドイツがPTBTを賛同した場合、東ドイツが国家として承認されるということを危惧した。そこでアメリカは、PTBTの原締約国である米英ソ以外の国は、加入書類を寄託すれば、PTBT参加と言うことにした。これによって東ドイツが寄託したとしても、東ドイツは主権国家として扱われないことになった。

### NPT締結
1964年10月、中国はついに原爆実験に成功し（中国の核実験）、核保有国となった。これに危機感を抱いたアメリカは、核拡散のために動き出す。1965年秋、ジュネーヴで開催された18か国軍縮委員会において、米ソは共同議長を務め、核拡散防止条約 (NPT)交渉を行い、交渉は難航したが、NPTは1968年7月に調印された。このNPTは既に核兵器持っている国（米英仏ソ中）以外に核兵器所有を認めないというものであった。NPTについては、当初西ドイツは調印しなかったが、西ドイツ首相にブラントが就任後の1969年11月に、調印された。

## 1960年代の冷戦構造

### ベトナム戦争

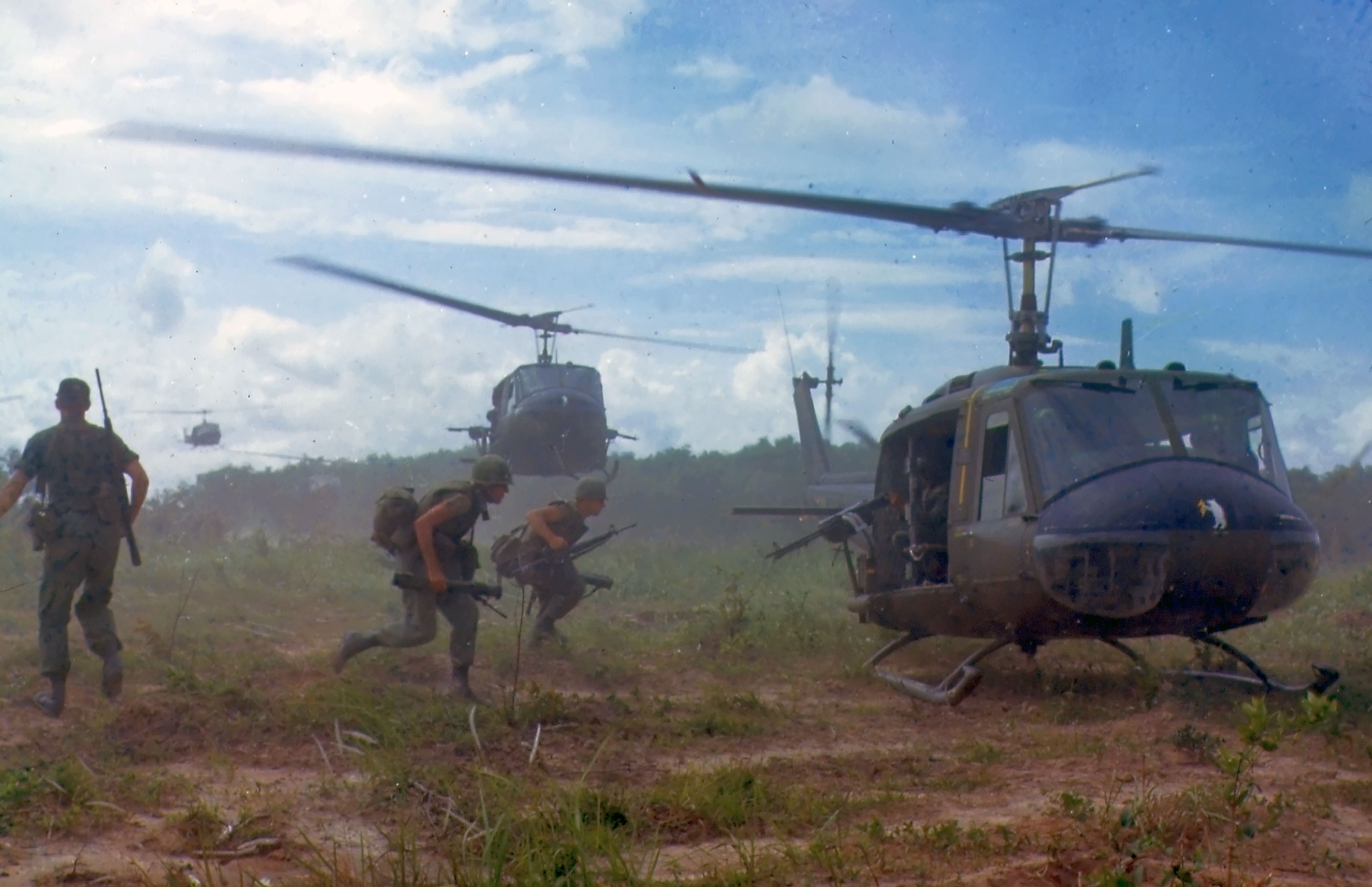
ベトナム戦争中、前線に降下するアメリカ軍のヘリコプター

ベトナムでは、アメリカが支援する南ベトナムでは、ゴ・ディン・ジエム政権が圧政を敷き、ケネディ政権はこれを見限ったため、現地の軍部によるクーデターが起こり、1963年11月に打倒された。リンドン・ジョンソン政権になると、ベトナム情勢への介入を強める。そして、1964年8月、トンキン湾事件によって、ジョンソンは報復として北ベトナムへの報復を命じ、1965年2月に北爆が開始され、同年7月にはアメリカ軍の地上部隊派遣に踏み切った。
アメリカとしては、ベトナムにおいて共産主義の台頭を防ぐこと、そしてグローバル共産主義に対してアメリカが対抗できることを証明する狙いが有った。アメリカは最大で1968年末までに、約54万人の兵力を投入した。アメリカは朝鮮戦争の教訓から、北ベトナムへの侵略を控えることで、中国の直接参戦を防ぎ、それによって北ベトナムは継戦能力を失い、戦争は終結するという想定だった。だが、北ベトナム側は武器や装備を中国とソ連から支援を受けて戦い、中国側も1968年3月までに、32万人の兵士を参戦させ、アメリカ側は完全に目算が狂うことになった。アメリカは当時最新鋭の兵器を次々に投入したが、ベトナム戦争は泥沼化し、1968年10月末、ジョンソンは北爆の停止を発表した。ベトナム戦争は、地理的に遠く離れた西欧諸国からは支持を得られず、テト攻勢によるアメリカ大使館占拠やソンミ村虐殺事件の発覚により、アメリカ国内では反戦運動が起き、アメリカ軍は順次撤退を余儀なくされる。ベトナム戦争のアメリカの完全撤退は次のリチャード・ニクソン政権に持ち越された。

### 中ソの関係悪化と武力衝突
1960年、中国の毛沢東は、ソ連を修正主義として非難し、中国こそが真の国際共産主義運動のリーダーであると自称し、ソ連と対立した。キューバ危機後は、中国はソ連に対して非難を強めた。1963年2月、ソ連側は中国と形だけにせよ和解が必要と考え、中国との会談をセッティングしようとするが、毛沢東は首を縦に振ることは無かった。フルシチョフ失脚後の1964年11月、ソ連と中国は和解に向けて会談の場を持つことができたが、ソ連側の閣僚が酒に酔った勢いで「中国は毛沢東を追放すれば、ソ連との関係改善が実現する」と述べた。その後も関係改善に向けて、ソ連のコスイギン首相は、1965年2月に訪中するが、毛沢東からは、「ソ連は帝国主義者アメリカと運命を共にしようとしている」と非難され、和解は成立しなかった。ソ連は、ベトナム戦争への共同行動を中国に打診するものの、中国側は一貫して拒否する。毛沢東は次第に、ソ連による中国侵攻を恐れ、文化大革命によって熱狂的に毛沢東を支持する学生は、その意思をくみ取り、北京のソ連大使館を包囲するなどした。
中国との関係悪化により、ソ連は1967年2月、ソ連軍はモンゴルに駐留し、中国側を抑止しようとする。だが、これは中国側を刺激してしまい、1969年3月には中ソ国境沿いのダマンスキー島(珍宝島)において武力衝突が発生し（中ソ国境紛争）、ソ連は核兵器による報復を示唆する。この武力衝突は同年9月11日に、コスイギン首相と周恩来が会談し、全面戦争は避けることができた。
ソ連はベトナム戦争時、北ベトナムを支援していたが、これは東側の指導国であるという手前支援していた意味合いが有り、ソ連としてはアメリカとの関係悪化を危惧していたため、北ベトナムに対して、アメリカとの全面戦争の回避を打診したものの、北ベトナムは勝利にこだわり、制御不能に陥る。そして、先述したが、北ベトナムに対しては中国が兵士を派遣するなど直接介入するようになったが、テト攻勢後、アメリカのジョンソン政権が和平交渉提案を行うと、中国はこれに反対し、以降北ベトナムはソ連に接近するようになる。

### 1960年代の朝鮮半島情勢
北朝鮮は中ソの対立を受けて、等距離外交を展開していた。1961年7月6日、北朝鮮はソ連とソ朝友好協力相互援助条約を締結し、ほぼ同時に中国とも同内容の条約を締結した。北朝鮮は主体思想を巡って、1961年末からソ連と対立し始めたため、中国に接近後はソ連からの援助が縮小されるようになる。だが、中国が文化大革命を実施し始めると、北朝鮮は外交方針を巡り中国と対立し、今度はソ連に接近するようになる。金日成は、自身の60歳の誕生日を迎える1972年4月までに、朝鮮半島の統一を武力行使によって目論むようになる。これを察知したソ連は武力闘争に巻き込まれることを警戒し、1967年末より同盟条約の見直しを北朝鮮と行い、ソ連の提案が承認される。だが、その直後の1968年1月には、北朝鮮は青瓦台襲撃未遂事件を起こし、アメリカの偵察船プエブロ号を拿捕した(プエブロ号事件)。これらの事件により、北朝鮮はソ連に軍事援助を要請するが、ソ連はこれらの事件の情報をアメリカから得ていたという有様だった。アメリカ側も巻き添えを危惧し、在韓米軍の縮小と、在日米軍が韓国の支援に携わることを表明する。

### 1960年代のヨーロッパ情勢

#### ド・ゴール外交

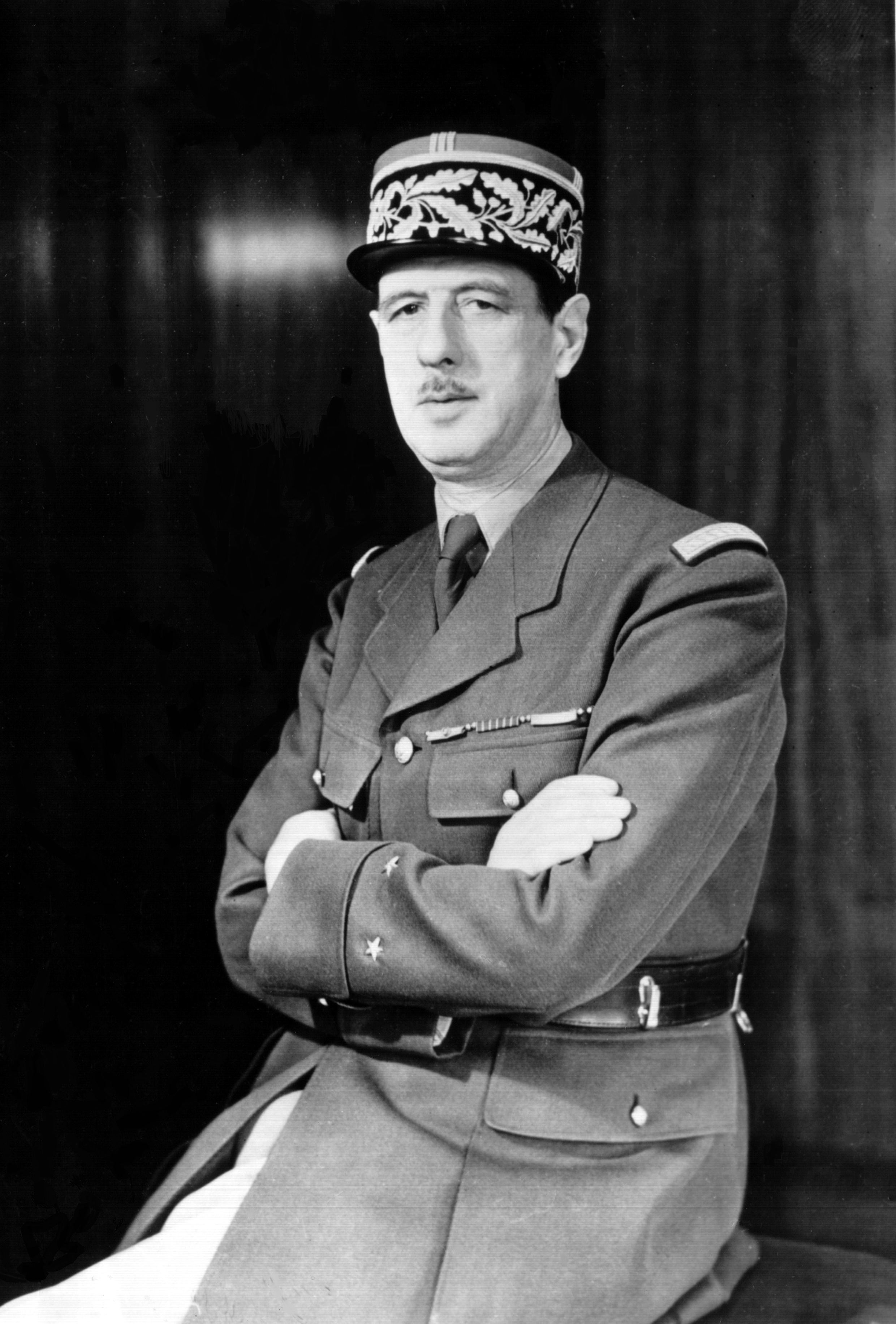
独自の外交を展開したシャルル・ド・ゴール

ケネディは柔軟反応戦略を打ち出し、NATOの兵力拡充を要請する。NATOとすれば、陸続きというヨーロッパの特性上、兵力の増強はヨーロッパの国土の戦場化を許容するということに他ならなかった。NATOとしては、むしろ核兵器を配備するほうが好都合であった。フランス大統領シャルル・ド・ゴールはこの柔軟反応戦略に猛烈に反対し、1966年には、フランスをNATOから脱退させる。こうして、フランスがNATOを脱退したため、1967年11月に柔軟反応戦略がNATOの公式戦略として採択された。また、アメリカはNATOに対して、大量の戦術核兵器を配備することを決定した。
ド・ゴールは米ソ中心の二極構造には思うところが有り、フランスこそが国際政治で存在感を発揮すべきと考え、独自の外交路線を展開した。キューバ危機後、東西ドイツ統一実現に向けて、西ドイツ首相コンラート・アデナウアーと協力し、1963年1月仏独協力条約を締結し、米ソを牽制した。だが、その独自の外交には西ドイツ内の親米派からの反発が大きく、アメリカは西ドイツにおけるフランスの影響力排除のため、ケネディとその後継のジョンソン政権は西ドイツに対して多角的核戦力(MLF)を提供し、仏独友好条約を骨抜きにした。ド・ゴールは、1966年にフランスをNATOから脱退させると、中国、ソ連、東欧諸国などと二国間外交を行った。1964年1月には、中国との外交を承認した。また、1966年6月、ド・ゴールはモスクワを訪問し、科学技術、経済協力に関する協定や文化協力協定にも調印し、ソ連に対して東西ドイツの承認を迫った。ド・ゴールはアメリカとの結びつきが強いイギリスに対して反感が有り、イギリスがEECの加盟を申請した際、1963年と1967年に却下した。
フランス脱退後のNATOは、混乱が起きたものの、改めてNATO加盟国に対して、NATOの存在意義を確認し合うことになり、むしろ結束するようになった。そして、ド・ゴールは、フランス国内で暴動が起き（五月革命）、1969年に大統領を退任する。

#### ルーマニアの独自外交

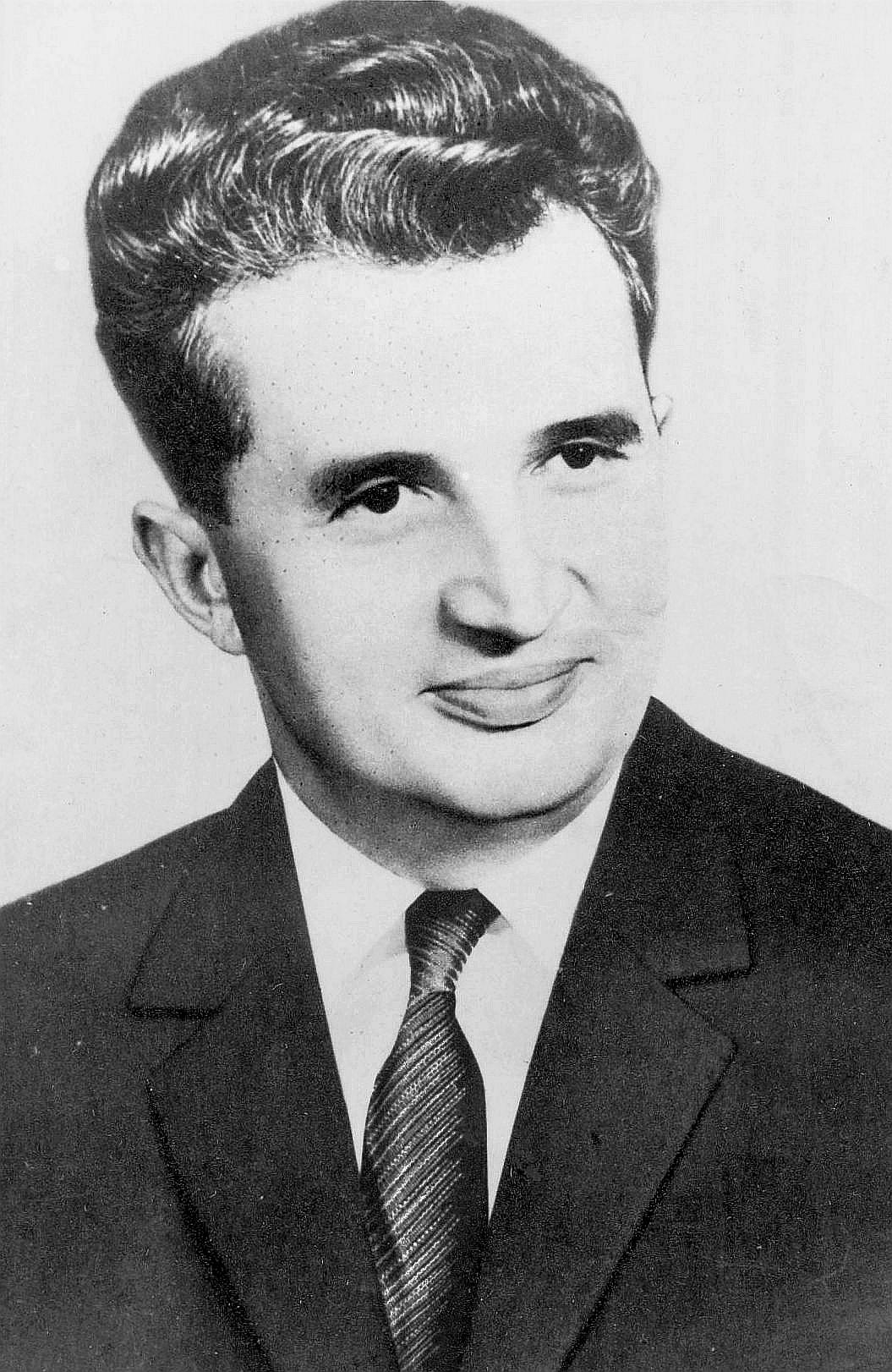
ルーマニアの指導者ニコラエ・チャウシェスク

この頃、ルーマニアでは1965年に、ニコラエ・チャウシェスクが指導者となり、ルーマニアも独自路線を歩む。ソ連は、コメコンによって東側経済の分業体制を構築しようと考えていたが、その中でもルーマニアは工業化が遅れており、農業国に位置付けられるのを嫌い、コメコンを否定した。前後するが、キューバ危機の際は、ソ連はワルシャワ条約機構加盟国に極秘にキューバにミサイルを配置していたため、東欧諸国はこれに反発するが、その中でもルーマニアは有事の際は中立を宣言するとソ連に通達する。実際にプラハの春の際には、ワルシャワ条約機構に加盟しておきながら、ルーマニアは軍を派遣しなかった。そして、1967年1月には、西ドイツの要請によって国交を樹立した。
西ドイツは、東ドイツと国交を樹立しているルーマニアと国交を樹立したことにより、ハルシュタイン・ドクトリンを事実上放棄した。元々1966年時点では、西ドイツのルートヴィヒ・エアハルト政権は、平和覚書を発行するなどして、ハルシュタイン・ドクトリンの堅持を表明し、東ドイツを承認しない構えであった。だが、首相のエアハルトは、次第に東ドイツ以外の東欧諸国へと接近するようになる。そして、東欧諸国に通商代表部を設置し、東ドイツの孤立化を行った。通商代表部は、領事機能は持たないため、国交樹立にはならないという理屈で、ハルシュタイン・ドクトリンは堅持していた。だが、1966年12月にクルト・ゲオルク・キージンガーが首相になると、東欧諸国との国交樹立について言及し、ハルシュタイン・ドクトリンを事実上否定した。

### プラハの春

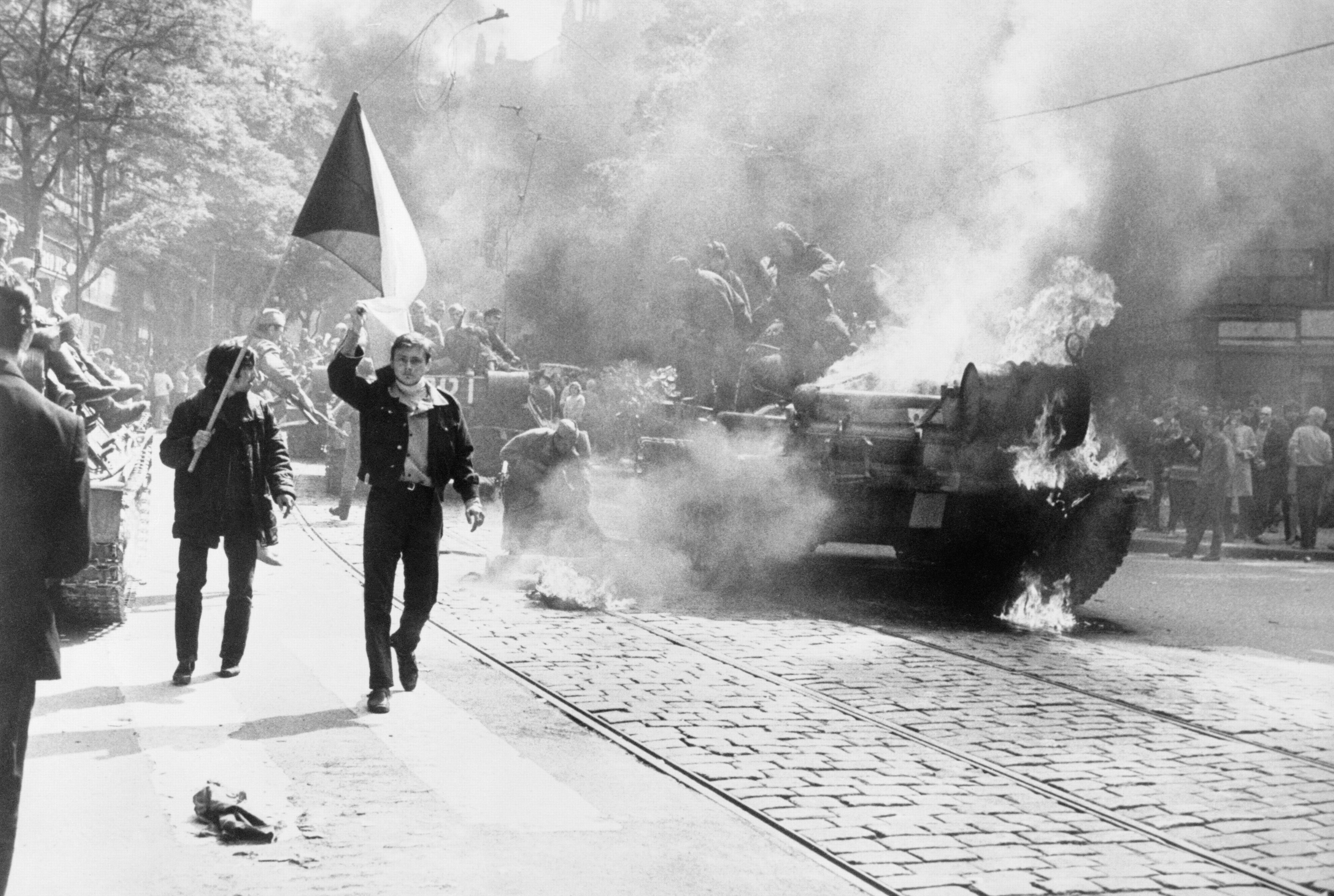
プラハにおける蜂起の様子

1968年1月、チェコスロバキアにおいてアレクサンデル・ドゥプチェクが指導者となる。彼は「人間の顔をした社会主義」を打ち出し（プラハの春）、1968年3月には検閲制度を廃止し、4月に行動綱領を採択した。新行動綱領によって、共産党への権限集中を改め、市場経済の導入を謳った。この動きにソ連は警戒し、チェコスロバキアと議論が行われたが、ソ連はドゥプチェクに対して不信感を抱き、ソ連の指導者レオニード・ブレジネフはチェコスロバキアに武力介入することを決断する。1968年8月20日、ソ連、東ドイツ、ポーランド、ハンガリー、ブルガリアから構成される50万人規模のワルシャワ条約機構軍が武力介入し、プラハの民主化は武力によって潰された。このプラハへの武力介入について、ブレジネフは社会主事陣営全体の利益が脅かされた場合、その利益を保全するために個別の社会主義国に武力介入することはやむを得ないと主張し、武力介入を正当化した。これをブレジネフ・ドクトリンと言う。

## デタントの推進と縮小(1969年-1979年)

### ニクソン・キッシンジャーのデタント外交

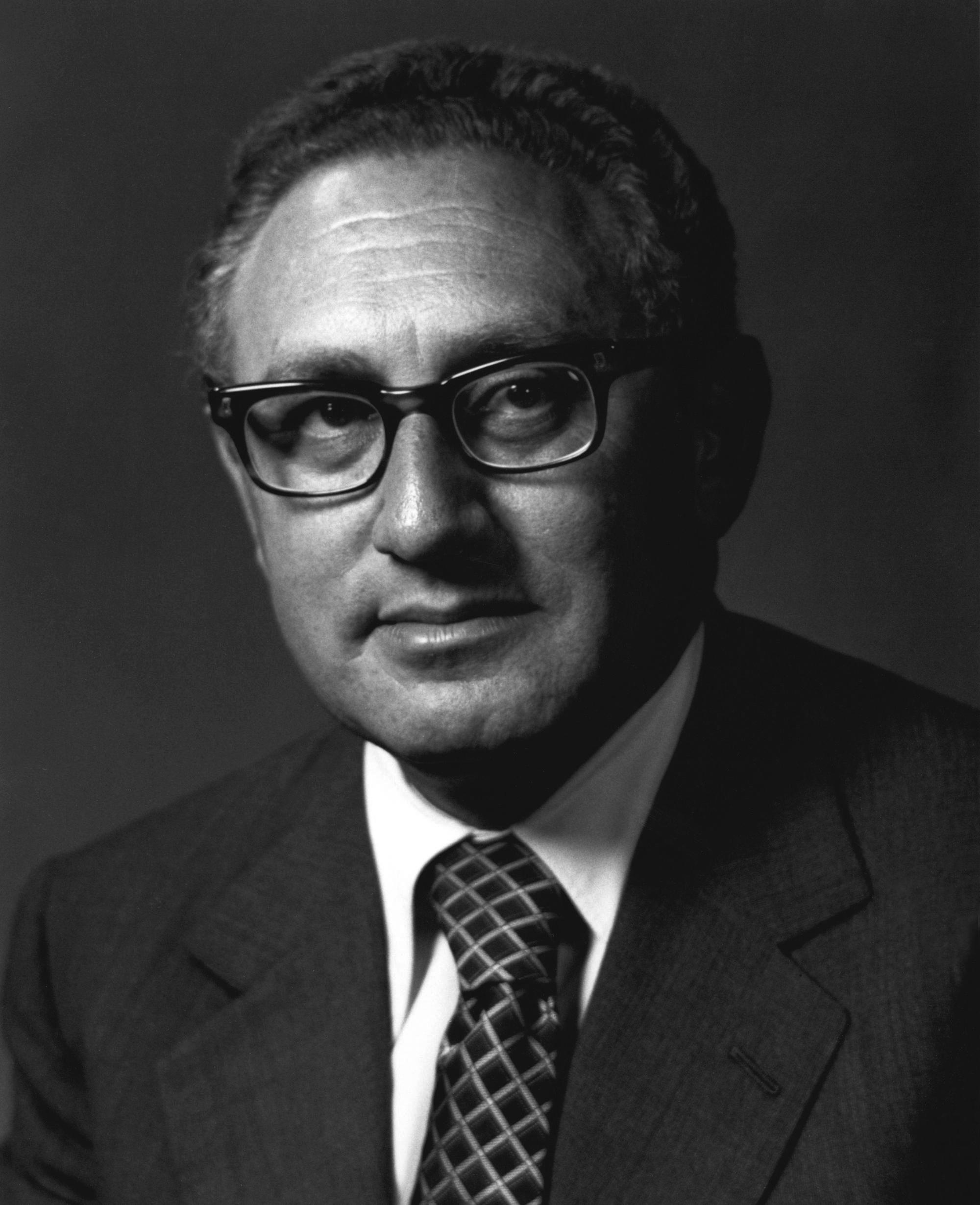
デタントを推進したヘンリー・キッシンジャー

1969年1月、アメリカではリチャード・ニクソンが大統領に就任する。ニクソンは、大学教授のヘンリー・キッシンジャーを国家安全保障問題特別補佐官として起用し、デタント外交へと舵を切った。ニクソンはベトナム情勢については、南ベトナムに防衛責任を委譲し、順次アメリカ軍を引き上げていった。ただ、北ベトナムの補給路を断つために、カンボジアへの爆撃や、南ベトナム軍によるラオスへの侵攻によって、牽制を行った。1973年1月、パリにおいて、ベトナム和平協定が締結され、ベトナムからのアメリカ軍の撤退が合意された。
ニクソンの外交方針は、アメリカによる同盟国への防衛への直接関与を縮小し、同盟国に対して防衛費の負担を求めるという方針だった（ニクソン・ドクトリン）。
ニクソン政権は、ソ連に対しては交渉による融和に努め、悪化していた中ソ関係に着眼する。アメリカが中国と接近すると、ソ連の方からアメリカへの接触が行われると考えられた。1971年に名古屋で開催された第31回世界卓球選手権で、米中チームが交流し、アメリカの選手団が中国を訪問するなどのピンポン外交により米中関係を改善させ、その後、キッシンジャーによって訪中が実現し、1971年7月15日、ニクソンは訪中を公式発表する。中国との対談のために、1971年10月、国連総会において、台湾追放と中国受け入れが決議された。1972年2月21日、ニクソンはアメリカ大統領として初めて訪中を果たした。ニクソンは台湾が中国の一部であるという認識を毛沢東とすり合わせた。
ニクソンの中国訪問により、ソ連の指導者ブレジネフは、焦りを感じ、ニクソンをモスクワへ招待し、1972年5月、ニクソンは訪ソする。訪ソしたニクソンは戦略兵器制限交渉を行い、第一次戦略兵器制限交渉(SALT I)、弾道弾迎撃ミサイル制限条約(ABM条約)を締結する。SALT Iによって、戦略兵器は制限された。その内訳は、アメリカ側はICBM1054基、SLBM 656基、長距離爆撃機455機、ソ連は、それぞれ1618基、740基、140機に制限された。長距離爆撃機以外は、アメリカが譲歩したように見えるが、多弾頭個別誘導ミサイル(MIRV)は除外され、アメリカはMIRVを大量に持っていた。1973年6月には、ブレジネフが訪米し、核戦争防止協定が締結され、こうして、ニクソン政権によるデタントが実現した。
1973年10月6日、第四次中東戦争が勃発する。イスラエルはアメリカの支援を受け、エジプトとシリアはソ連の支援を受けて武力衝突が生じる。ブレジネフは、ニクソンに交戦国に対して共同仲介を提案し、ニクソンは承諾する。1973年10月23日、即時停戦を求める国連安保理決議が採択されたが、イスラエルはこれを無視して戦闘を継続する。エジプトは停戦監視部隊の派遣を米ソに要請し、ソ連はアメリカが応じない場合は、ソ連は単独で軍事介入を行うと通達した。アメリカ側はデフコンIIIを発動し、最悪の事態に備えたが、イスラエルが停戦に応じたため事態は終息した。
1973年のアメリカの世論調査では、アメリカ国民の70%が、アメリカとソ連は平和のために協調できると考えており、西欧諸国では冷戦は終わったと考えている者も多く、デタントが進行していた。

### ブレトン・ウッズ体制の崩壊
1970年、アメリカの経済成長は停滞しており、日本が10.7%、西ドイツが2.6%の経済成長率であったのに対して、アメリカは僅か0.5%の低成長率だった。ニクソンは、多額の貿易赤字もあり、1971年8月15日、金とドルの兌換停止を発表し、これによりブレトン・ウッズ体制は崩壊した(ニクソン・ショック)。

### ウォーターゲート事件の発覚と辞職
ニクソンは二選を果たしたものの、選挙運動中の1972年6月17日、民主党本部において、不法侵入と盗聴器設置が発覚する。当初政府側は関与を否定したが、ワシントン・ポスト紙などの取材によって、政権内部の関与が明らかになり、1974年8月8日、ニクソンはテレビ演説で辞任を発表した。

### ヨーロッパのデタント

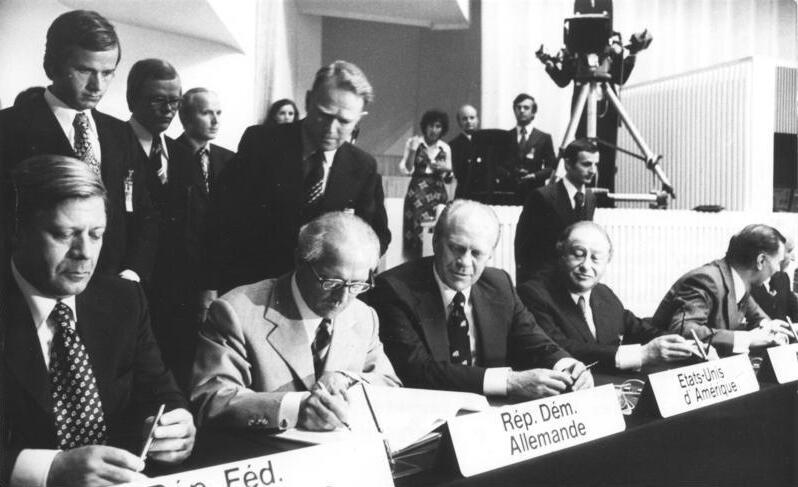
ヘルシンキ宣言に署名する東西の首脳

1969年、西ドイツでヴィリー・ブラントが首相となり、彼は東側への接近を試みるようになる。ブラントは首相就任時の演説で、東ドイツを国家として承認する演説を行う。ソ連との交渉も前向きで、1970年2月には、西ドイツが天然ガスのパイプラインの輸出とソ連による天然ガスの輸出が合意された。1970年8月、西ドイツはソ連とモスクワ条約を締結する。これは東西ドイツの国境変更を否定するものであり、ドイツ分断も事実上承認することとなった。ソ連との貿易と経済協力も拡大することが約束された。1970年末には、ブラントはワルシャワを訪問し、ワルシャワ条約を締結し、オーデル・ナイセ線がポーランド国境であることを確認した。そして、ブラントはワルシャワ・ゲットー蜂起の記念碑でひざまずき、敬意と哀悼の意を表した。
1972年12月には、東西ドイツ基本条約が締結され、これによって西ドイツは東ドイツを国家として承認し、東西間の通商と観光の増大が合意された。その後、1970年代末までに、東ドイツと国交を樹立した国が150か国近くにまで上った。西ドイツもワルシャワ条約機構全加盟国と国交を樹立した。
1973年、東西ヨーロッパ諸国(ソ連を含む)とアメリカ、カナダの35か国が参加するヨーロッパ安全保障協力会議(CSCE)がフィンランドの首都ヘルシンキで開催され、1975年8月、最終合意文書であるヘルシンキ最終議定書が採決された。同議定書の中身は、武力不行使と国境不可侵、内政不干渉の原則、人・情報・思想の自由な移動の規定が記載されたものである。また、ヘルシンキ最終議定書には、人権に関する条項があり、東欧諸国の反体制派は、この人権条項を盾に人権尊重を訴えかけた。

### デタントの縮小
ニクソンがウォーターゲート事件によって辞任後、アメリカではジェラルド・R・フォードが大統領職を継承する。1974年、ポルトガルでクーデターが起こると、同国が植民地としていたアンゴラはアンゴラ民族解放戦線（FNLA）、アンゴラ解放人民運動（MPLA）、アンゴラ全面独立民族同盟（UNITA）の3派にわかれ、FNLAとUNITAはアメリカから支援を受け、MPLAはソ連とキューバの支援を受けて、内戦へと突入する（アンゴラ内戦）。1976年に、アメリカは、第二のベトナム化を恐れ、アンゴラへの介入を禁止する法律を制定し、MPLAが政権を掌握した。なお、アンゴラのUNITAに対しては、その後もアメリカは支援を行い、1986年にはスティンガーミサイルを供与するなどしていた。南北ベトナムでは、1975年4月30日には北ベトナムが南ベトナムの首都サイゴンを陥落させ、南北ベトナムを統一した。アメリカが支援したアンゴラ(UNITA)と南ベトナムの敗北により、アメリカ国内ではデタント政策に批判が起きる。1974年には、アメリカ議会は、通商法ジャクソン＝バニク修正条項を成立させ、自由な国外移住を認めない国（ソ連のこと）との通常の貿易関係を規制した。
デタント批判を受けて、政府は1976年3月、デタントという言葉を使うのをやめ、「力による平和」と表現するようになる。1975年に、アメリカのアポロとソ連のソユーズがドッキングし（アポロ・ソユーズテスト計画）、両国の宇宙飛行士が握手するなどデタントの象徴ともいえる出来事は有ったものの、政府のデタントは尾を引き、1976年の大統領選挙は現職のフォードが民主党大統領候補ジミー・カーターに敗北する。

### 毛沢東死去後の中国
1976年9月、毛沢東が死去し、鄧小平が指導者となる。鄧小平指導下の中国は、共産党の一党独裁を維持しつつも、ソ連型の計画経済を放棄し、市場経済制度を導入する。また、外交政策も見直し、1979年夏以降は、東南アジアの共産主義勢力に対する援助を段階的に削減し、やがては停止させる。中国は西側諸国との関係を見直し、1978年、日本との間に、日中平和友好条約が締結された。1979年1月1日には、中国はアメリカとの国交を樹立し、アメリカから最恵国待遇を得ることに成功する。だが、アメリカは引き続き、台湾防衛を行うために台湾関係法が議会で成立され、中国も台湾の不可侵を誓った。
一方、中国とベトナムとの関係については、1975年以降、ベトナムではソ連の影響力が増大しており、中国と敵対関係になる。1978年12月25日にベトナムがカンボジアを進攻すると、中国は警戒心を深めた。ベトナムのカンボジア進攻は、そもそもカンボジアが先にベトナムを侵攻したことが原因であった。カンボジアを進攻したベトナムによって、ポル・ポトのクメール・ルージュ政権による大虐殺が明らかになり、正当性を得たベトナムは親ベトナム政権を同地に樹立した。しかし、クメール・ルージュは中国と同盟を締結しており、ベトナムのカンボジア進攻には、ソ連の援助が有ると考えた中国は、1979年2月、ベトナムと戦争状態に陥った（中越戦争）。
中国は、1970年代末からソ連との関係改善に取り組み、1982年10月に中ソの間で交渉の場が持たれた。中国は、ソ連に対して、中ソ国境並びに中モンゴル国境におけるソ連軍の大幅削減、カンボジアに侵攻したベトナム軍の撤退、アフガニスタンからのソ連軍撤退を求めた。カンボジア情勢については、ソ連は関与を否定したが、それ以外は中国の姿勢を容認した。

## 新冷戦(1979年-1985年)

### カーターの人権外交
1977年1月に大統領に就任したカーターは、キッシンジャー外交を批判し、人権外交を展開した。カーターはソ連と東欧諸国の人権侵害を批判した。カーターは、ソ連の核物理学者で人権活動家でもあったアンドレイ・サハロフに対して書簡を送るなどしたが、これはソ連から内政干渉であると抗議された。カーターの外交手腕については、カーター自身が国政未経験であり、側近にも外交経験が豊富な者は皆無という状況で、それぞれが相矛盾する助言を行うという有様だった。

### オガデン戦争
1974年、エチオピアではクーデターによって皇帝が退位させられ、新政府は親ソ連政権が樹立される。ソ連はエチオピアに軍事援助を行い、ソマリアとも友好関係にあった。1977年7月、ソマリアは、ソマリ系住民が多数居住するエチオピア領土のオガデンに侵攻する。ソ連とキューバから援助を得たエチオピアは戦線を押し戻すことに成功する。カーターはソマリアの支援を決定し、サウジアラビアやエジプトなどの第三国経由で武器を援助した。だが、オガデン戦争はソマリアの領土侵犯が明らかだったこと、ソ連が最貧国のエチオピアを救済し、ソ連としては戦略上重要だったソマリアを失ったため、ソマリアに援助を決定したカーターの指導力には疑問符が残った。

### イスラム主義の勃興
イランでは、アメリカがモハンマド・レザー・パフラヴィーの独裁政権を支援していたが、その圧政に対して、国民の不満が募り、イスラム主義が勃興し、1979年2月、イラン革命が起き、政権は打倒され、シーア派の指導者ルーホッラー・ホメイニーが権力を掌握する。ホメイニは、米ソ両国を敵視した。1979年11月には、イランアメリカ大使館人質事件が起こり、カーターは救出作戦を実行したが、失敗に終わる（イーグルクロー作戦）。結局、大使館人質事件は、カーター在任時は未解決のままとなった。

### ソ連によるアフガニスタン侵攻

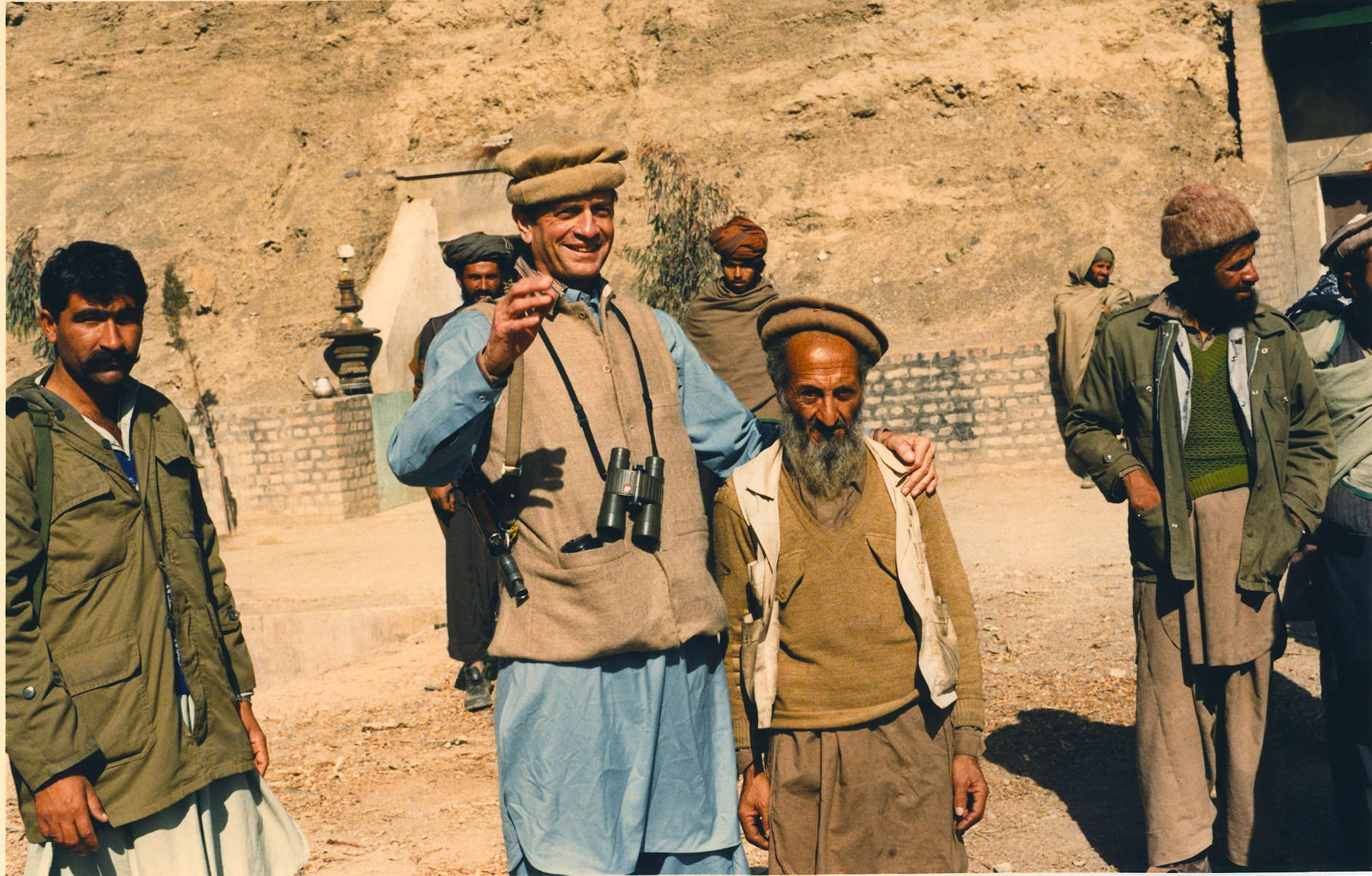
チャールズ・ウィルソンとムジャーヒディーン

1978年4月のアフガニスタンでは、ソ連が支援するアフガニスタン人民民主党(PDPA)がクーデターを起こし、ソ連は新政権を承認する。だが、急進的な社会主義政策にはイスラム主義勢力の反発を招き、1979年3月、イスラム主義者ムジャーヒディーンによる反乱が起きる。PDPAはソ連に軍事援助を要請するが、PDPA政府の首相ヌール・ムハンマド・タラキーが、その補佐官のハフィーズッラー・アミーンによって殺害され、さらにアミーンがアメリカに接触していることを掴んだソ連は、1979年12月25日、アフガニスタン侵攻を開始する。ソ連は、アメリカがイランを失陥したため、今度はアフガニスタンに親米政権を樹立するのではないかと疑った。この時期アメリカはNATO諸国に新型の中距離核戦力(INF)を配備する決定を行っていたため、ソ連側はアフガニスタンにINFが配備される可能性を危惧した。
カーターは第二次戦略兵器制限交渉(SALT II)締結に向けて、ソ連のレオニード・ブレジネフと交渉を行い、首脳間交渉では妥結に至った。だが、ソ連のアフガニスタン侵攻により、SALT IIはアメリカ上院議会での審議取下げが行われ、カーターは西側諸国に向けて1980年に開催されるモスクワ五輪のボイコットを呼びかけた。また、カーターはソ連に対して経済制裁措置を課した。このようにして始まった米ソの対立を新冷戦と呼ぶ。
だが、西欧諸国は、ソ連によるアフガニスタン侵攻については、非難こそすれど、モスクワ五輪のボイコットや経済制裁には応じなかった。西欧諸国は、ソ連からの貿易関係を重視していたことや、ソ連のアフガニスタン侵攻が自衛目的であることを理解していたためであった。
アメリカはムジャーヒディーンに対して、パキスタン経由で武器や資金を援助した。これによって、ソ連はムジャーヒディーンに対して苦戦するようになる。

## 冷戦終結へ(1985年-1991年)

### レーガン政権

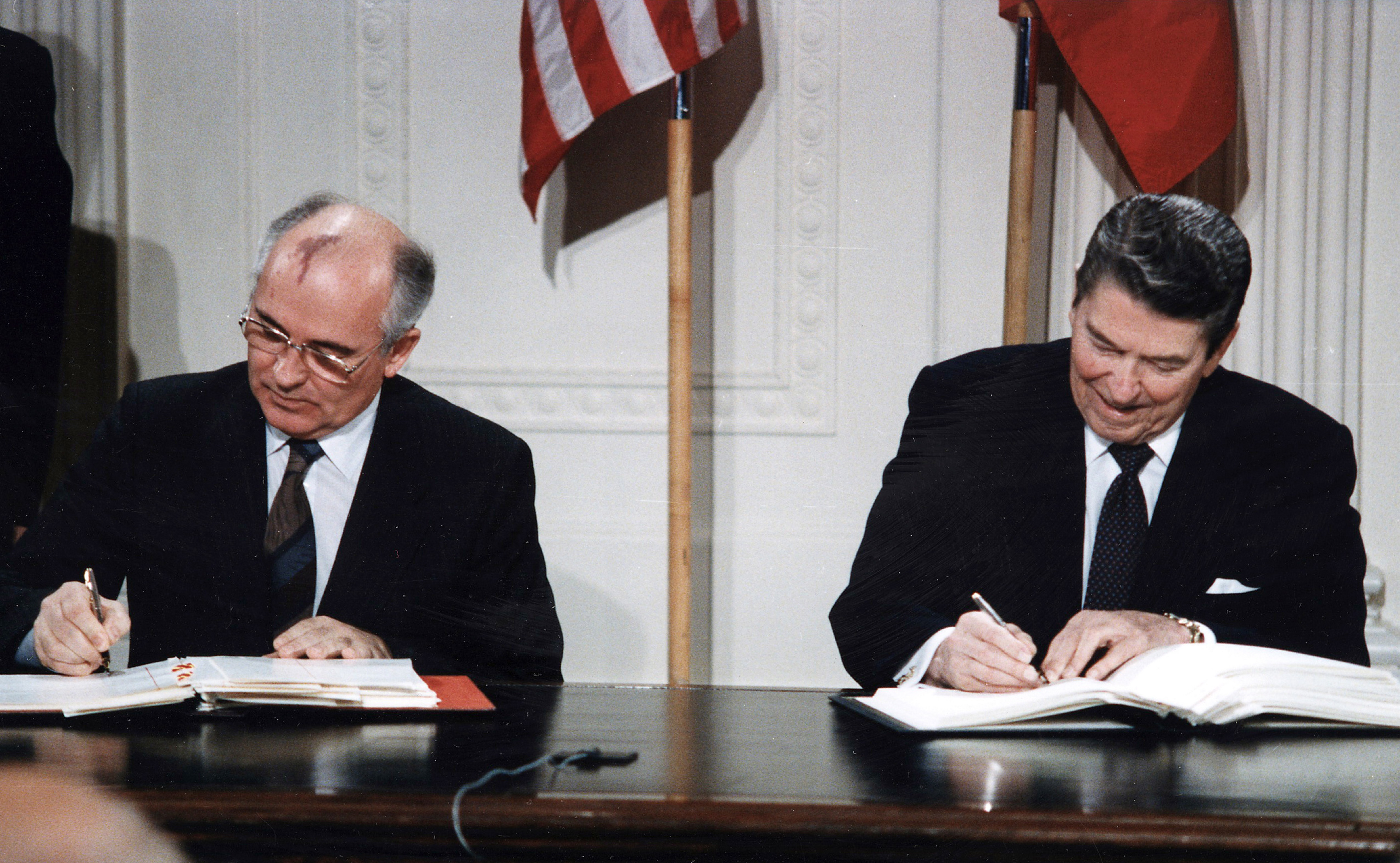
INFに調印するミハイル・ゴルバチョフとロナルド・レーガン

1980年の大統領選挙は、共和党候補レーガンが勝利を収め、ロナルド・レーガンが大統領となる。
レーガンは、強烈な反共主義者でソ連には強硬な態度に出るとみられていた。実際に、1983年3月には、ソ連を「悪の帝国」と呼称するなど非難を強めていた。レーガンは国防費を大幅に増やし、1982年度から1986年度までで、国防費は総額1兆5千億ドルも増額された。
レーガンは、1982年5月、それまでの米ソの核軍備管理の名称を戦略兵器制限交渉(SALT)から戦略兵器削減条約(START)に名称を改め、ソ連との交渉を行った。だが、当時、ソ連側のICBMの7割が陸上に配備されているのに対して、アメリカは2割に過ぎず、ソ連にとっては不平等で交渉は進展しなかった。西欧諸国では、アメリカが核戦争へと突き進むのではないかという懸念が湧き上がり、反核兵器運動が起こる。結局、1983年には、NATOと進めていたINF交渉(1981年11月開始)もSTARTについても交渉は決裂する。
1983年3月23日、レーガンは戦略防衛構想(SDI構想)を打ち出した。これは宇宙空間に設置された兵器によって、ソ連の核ミサイルをレーザーで撃ち落とすというもので、あまりの非現実さから「スター・ウォーズ計画」と呼ばれた。大統領側近の科学顧問からも実現は不可能であると、レーガンに進言していたが、最終的に数十億ドルもの資金がSDI構想に投資された。このSDI構想には日本の参加も閣議決定された。
1982年11月に、ソ連の指導者ブレジネフが死去し、ユーリ・アンドロポフが指導者となる。アンドロポフは、アメリカのSDI構想を真剣に危惧し、疑心暗鬼にかられる。そして、1983年9月、ソ連は、ソ連領空内を飛行していた大韓航空機を、アメリカによる偵察飛行と誤認し、撃墜してしまう（大韓航空機撃墜事件）。ソ連側は当初撃墜の関与を否定し、謝罪も行わなかった。1983年11月には、NATOが大規模な軍事演習「エイブル・アーチャー」を実施すると、ソ連側は緊張が高まり、核兵器による即応体制を取っていた。この頃にはソ連側はKGBに、核先制攻撃の予兆が無いかを探らせていた（ソ連国家保安委員会#RYAN作戦）。
1983年11月、アメリカのABCネットワークで、核戦争の惨状を描いたテレビ映画「ザ・デイ・アフター」が放映され、視聴率は40 %を記録し、レーガンも鑑賞した。レーガンは、「ザ・デイ・アフター」によってショックを受け、ソ連と核兵器全廃に向けた交渉を行いたいと考えるようになる。そして、1984年9月、ソ連のアンドレイ・グロムイコ外相をホワイトハウスへと招き、1985年1月より核軍備管理交渉を行うことが決定した。1984年の大統領選挙では、ソ連批判を抑え、二期目の就任演説では、核兵器の廃絶を訴えた。

### ニカラグア介入とイラン・コントラ事件
1979年、ニカラグアでサンディニスタ民族解放戦線(FSLN)が政権を掌握し、ソ連との結びつきを強める。1981年11月には、ニカラグアはソ連と軍事協定を締結する。サンディニスタ民族戦線の社会主義政策には反発もあり、反対派はコントラという名称の組織を立ち上げ、同組織についてはアメリカが支援する。ソ連はミハイル・ゴルバチョフ政権誕生後、FSLNへの支援を拡大し、FSLNとコントラのニカラグアの内戦は膠着状態に陥る。1984年には、アメリカ議会で、コントラへの援助禁止の法案が可決され、直接の支援が不可能となる。この1984年は、遠く離れたイランで、ヒズボラによるアメリカ人誘拐事件が多発しており、誘拐事件解決のためイランとアメリカは協力関係にあった。アメリカは誘拐事件解決のため、イランに兵器を売却し、その売却益の一部がコントラに還流されていた。1986年11月に、この事件が明るみに出ると、レーガンの責任追及がなされる。レーガンの証言は二転三転したものの、辞任には至らず、1989年2月、ブッシュ政権時代になり、ニカラグアでは停戦が実現した。

### NATOの二重決定
1977年、ソ連は西欧を標的とした新型のINF・SS-20の配備を決定する。1979年12月より、NATOはソ連と中距離核兵器を含む核軍縮交渉を行い、不首尾に終わった場合、1983年以降、NATOも新型の巡航ミサイルとパーシングIIミサイルを西ドイツやイギリス、イタリアなどに配備することに合意した。NATOの軍拡と軍縮の両面が決定され、これがNATO二重決定と呼ばれた。結局、交渉は1983年に行き詰まり、同年11月西ドイツのヘルムート・コール首相は、予定通りアメリカの新型ミサイルの配備を決定した。

### ポーランドの「連帯」運動の勃興

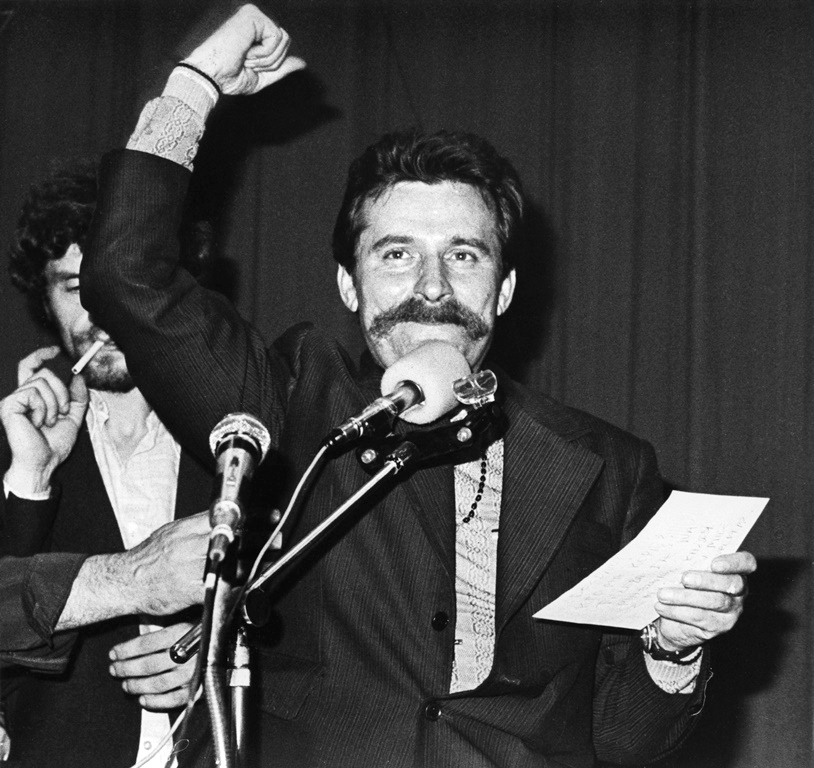
「連帯」運動を主導した1980年当時のレフ・ヴァヴェンサ

東欧諸国では、1970年代後半、対外債務の累積に悩まされていた。1980年7月、ポーランドでは、政府が食肉価格を大幅値上げし、これによってワルシャワの労働者が賃上げを求めストライキを決行する。この動きはポーランド全土に波及し、政府系労働組合とは別に、独立自主管理労働組合「連帯」が結成される。当時アメリカをはじめとする西欧諸国はポーランドに対して金融支援と食糧支援を行った。ポーランドの政情不安により、ソ連による軍事介入が危惧されたが、ソ連はアフガニスタン侵攻によって経済制裁を受けていたため、介入する余裕はなく、ポーランド政府は、1981年12月に戒厳令を発令し、「連帯」運動を弾圧した。この戒厳令に対して、レーガン政権は、1981年12月15日、ポーランドに対して経済制裁を行った。前後するが、アメリカによる（アフガン侵攻に対する）ソ連への経済制裁には、パイプライン関連の機材の禁輸が含まれており、西ドイツは、既にソ連と天然ガスのパイプライン建設に同意していた。アメリカによる経済制裁に対して、西欧諸国は反発し、1982年11月にソ連とポーランドへの経済制裁は停止された。

### ゴルバチョフ政権の誕生

1985年にロナルド・レーガンとミハイル・ゴルバチョフが対談している様子

ソ連は、指導者のアンドロポフ、続くコンスタンティン・チェルネンコも相次いで死去し、1985年3月10日、当時54歳で若手のミハイル・ゴルバチョフが指導者となる。
ゴルバチョフの就任前後の評価は様々で、イギリス首相マーガレット・サッチャーはゴルバチョフを話せる指導者と評価した。米ソの関係改善に取り組む意思があると見る者もいれば、強力な指導者となりうると危惧する者もいた。これまでのソ連指導者としてはかなり教養が高いという意見もあった。
ソ連の計画経済は非効率的で、官僚組織は汚職が蔓延し、商品の不足と低品質な商品が溢れかえり、ソ連は瀕死の状態だった。ゴルバチョフが就任時のソ連経済は、経済成長率は1%以下で、国家予算の40%、あるいはGDPの15-20%を国防関係に費やしていた。1973年から1985年までのソ連は、外貨獲得をエネルギー輸出、つまり石油に大きく依存していた。だが、1981年、サウジアラビアが石油の大幅増産に踏み切ったため、石油価格が1986年までにはピーク価格から半分以下に下落し、ソ連経済は打撃を受けた。西欧諸国への天然ガス輸出も行っていたが、1985年までに西欧諸国の天然ガス需要の3%未満しか供給できておらず、稼ぎ頭とは言えなかった。
1986年、ゴルバチョフが、政権の座に就いて1年が経過したが、ソ連経済は相変わらず低迷し、立て直しのために、1986年後半にペレストロイカとグラスノスチを掲げた。ゴルバチョフは、膨れ上がった戦費を削減するために、ソ連のアフガニスタン撤退を決定し、これは1989年2月に完了した。経済にも一定の市場経済制度を導入した。ゴルバチョフは東欧諸国に対しては、自助努力を促したが、コメコンの統合を求めた。コメコンの統合は、東欧諸国の統制を強化することとなり、東欧諸国首脳はどうすれば良いのか途方に暮れる。ソ連がかつて武力介入した前例が有ったことから、東欧諸国はどこからどこまでが許容されるのか猜疑心にかられた。
ゴルバチョフは、新思考外交を打ち出し、核兵器の大幅削減など全人類的な利益をイデオロギーよりも優先し、欧米諸国との関係改善、東欧諸国の内政不干渉と主権尊重を謳った。
ゴルバチョフは、レーガンとも会談を行い、1985年11月にジュネーヴにて会談を行う。ゴルバチョフは戦略兵器の50%削減を提案し、SDI構想の放棄を求めた。レーガンは戦略兵器の削減については同意するが、SDI構想の放棄は頑なに拒否した。このジュネーヴ首脳会談は成果を上げることは無かったが、レーガンとゴルバチョフの個人間の関係としては良好な関係を築いた。このジュネーヴ首脳会談後も、両者は書簡のやり取りを幾度も行い、軍縮を議論する。
1986年4月、チェルノブイリ原子力発電所事故が起き、ゴルバチョフは改めて核兵器の恐ろしさと廃絶に向けて行動するようになる。
1986年10月、レイキャヴィークにおいて、再度会談が行われ、ゴルバチョフは、米ソの中距離核戦力の全てをヨーロッパから撤去し、大陸間弾道ミサイルの50％削減を提案する。それと引き換えにアメリカの今後10年間SDIの配備破棄を要求した。レーガンは、10年以内に全弾道ミサイルを廃絶する取引を提案するが、SDIについては譲らず、物別れに終わる。ゴルバチョフがSDIにこだわっていたのは、SDIを攻撃兵器として受け止めていたからである。
その後も交渉が進められ、1987年12月、ワシントン会談でINF全廃条約が調印された。1991年までにヨーロッパに配備されていたSS-20、アメリカのパーシングIIミサイル、地上発射巡航ミサイルなど、合計2千7百基の全廃が期待されたが、潜水艦発射弾道ミサイルや水上艦艇発射巡航ミサイルなどは対象外となった。しかし、INFの全廃はなかなか進まず、2019年に失効した。
1984年、北朝鮮の金日成が訪ソし、援助を要請する。その後、ソ連は1986年まで北朝鮮の援助を行ったが、経済発展の著しい韓国へと接近し、関係改善を行った。その後、1988年のソウル五輪に、北朝鮮の反対にもかかわらず、ソ連は参加した。ソ連と韓国の国交樹立は1989年9月30日に締結され、1991年に、韓国から金銭援助が得られる。
ゴルバチョフは西欧諸国首脳と積極的に会談を行った。西ドイツのヘルムート・コール首相はゴルバチョフを当初認めておらず、1986年10月の「ニューズウィーク」誌では、ゴルバチョフをナチス・ドイツの宣伝相ヨーゼフ・ゲッベルスになぞらえた。だが、1988年10月に、両者が対談すると、そのわだかまりは消え、信頼関係を構築する。西ドイツとソ連は数々の政府間協定を締結した。
1986年の石油価格暴落を受けて、石油輸出に頼るソ連は、最早東欧諸国への金銭援助と東欧諸国からの輸入は難しくなり、東欧諸国からの輸入品について厳しい態度で挑むこと、東欧諸国の累積債務の肩代わりはしないことを明言した。これはつまり、ソ連が東欧諸国から撤退することを意味していた。ECとコメコンは1988年6月に共同宣言を発布し、ソ連、東欧諸国はEC加盟国との国交を樹立することになる。

### ブッシュ政権
1989年1月、ジョージ・H・W・ブッシュがアメリカ合衆国大統領になる。ブッシュは、レーガンとは異なり、ソ連との関係改善には慎重であり、ゴルバチョフ外交の真意を測りかねていた。ゴルバチョフの融和的な外交は、ソ連再興に向けた時間稼ぎではないか、ソ連指導部内が不和により、ゴルバチョフが失脚させられ、元のソ連外交に戻るのではないかと考えていた。ブッシュ政権は東側諸国に対して経済援助や借款の発行は否定的であった。1989年に起きた東欧革命後、ブッシュはポーランドとハンガリーを訪問したが、これという経済援助は打ち出さなかった。ブッシュ政権が、レーガン政権時代の財政赤字を継承していたこともあるが、ブッシュとしては経済改革方針が無い状態での経済援助は無駄であると考えており、その点で、（東欧については）政治経験のある穏健派の共産主義政権を支持していたほどであった。

### 東欧革命
1989年は、冷戦終結に向けて東欧諸国各国で民主化が行われた。この中でもポーランドとハンガリーは1970年代は経済が好調であったが、第一次石油危機により、西欧諸国が東欧諸国への輸出を増大させ、オイルマネーの一部が東欧諸国へと流れた。これによって、東欧諸国は資金を借りやすい状況が生まれたが、同時に莫大な債務を抱えることとなった。

#### ポーランド
ポーランドは、1980年代から経済が行き詰まり、1986年にはIMFに加盟した。1987年末、ポーランドの指導者ヴォイチェフ・ヤルゼルスキは、国民投票で民主化と経済改革の是非を問うた。結果は、政府の不支持が上回り、1988年になると、ストライキが頻発する。「連帯」の指導者、レフ・ヴァウェンサとヤルゼルスキが対談の場を持ち、円卓会議の開催が決定する。1989年2月、ポーランドでは、自主管理労組「連帯」と政府が円卓会議にて交渉を行い、自由選挙が行われることになった。同年6月4日、自由選挙が行われ、「連帯」が大勝利を収める。こうして、1989月8月22日、ポーランドにて「連帯」系内閣が成立し、共産党の一党独裁制は瓦解し、市場経済制度が取り入れられるようになる。

#### ハンガリーの民主化

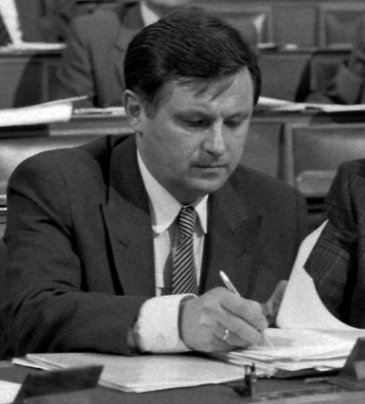
改革を推進したハンガリー首相のネーメト・ミクローシュ

東欧諸国は1980年代経済危機に見舞われ、ハンガリーも例に漏れず、対外債務はヨーロッパで最大となっていた。1982年には、東側諸国としては初めてIMFに加盟し、1987年には西ドイツから10億マルクの借款を受けていた。1988年、それでも経済状況は改善せず、とうとうハンガリーの指導者カーダール・ヤーノシュは退任し、グロース・カーロイが指導者となり、首相には改革派のネーメト・ミクローシュが任命され、ミクローシュはグロースと対立しながらも改革を推進する。ミクローシュは経済改革だけでなく、歴史解釈も改め、ハンガリー動乱は民衆蜂起で有るとの見解とナジ・イムレの再評価を1989年1月に発表した。そして、複数政党を認め、自由選挙を実施した。
ハンガリーは中立国オーストリアと300 kmにわたって国境に面しており、亡命を防ぐために有刺鉄線や監視装置が設置されていた。ハンガリー政府にとっては、これらの維持費用が高くつき、1989年5月、ハンガリーはこれらを撤去してしまう。ゴルバチョフは事前にハンガリー側から相談を受けていたのだが、これを黙認した。

#### 汎ヨーロッパ・ピクニック

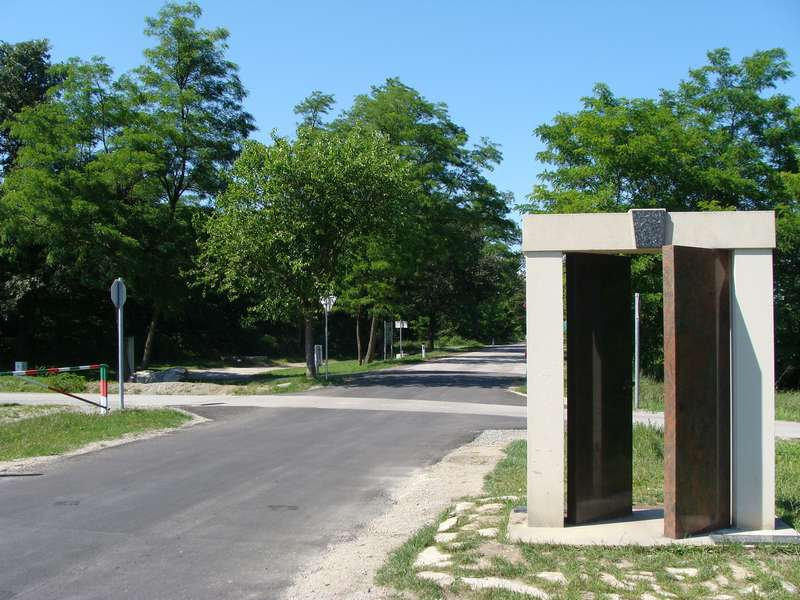
汎ヨーロッパ・ピクニックの開催地の写真

ハンガリーがオーストリア国境の有刺鉄線を除去したというニュースは東ドイツでも知られるようになり、東ドイツ人は、オーストリアとハンガリーの国境沿いに殺到する。ハンガリーに滞在する東ドイツ人は8月末までに20万人にまでふくれあがった。
ハンガリーのショプロンという町で、汎ヨーロッパ・ピクニックという集会が開かれ、1989年8月19日、ハンガリー側の一部の国境検問所が破壊され、661人の東ドイツ人がオーストリアへと入国した。その後8月末までに3000人の東ドイツ人がオーストリアへと入国を果たす。なお、8月21日には、ハンガリーの国境警備隊が誤って東ドイツ人を射殺する事件が起きる。ミクローシュはこの事件を受けて、オーストリアの国境を解放し、西ドイツから5億マルクの融資が得られた。1989年9月には、オーストリアの国境が解放されたこともあり数万人もの東ドイツ人が、オーストリアへと入国する。だが、東ドイツ政府はこの動きを察知し、10月3日には、チェコスロバキアの国境を封鎖し、チェコスロバキア、ハンガリーを経由してオーストリアへの亡命は不可能となる。

#### ベルリンの壁崩壊

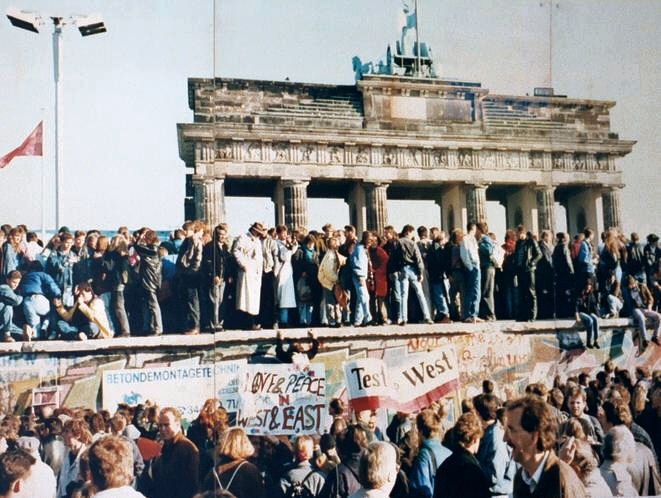
ベルリンの壁に登り、歓喜する東西ベルリン市民（1989年11月10日）

東ドイツでは、エーリッヒ・ホーネッカー指導の下、なおも社会主義体制の堅持を掲げていた。1989年10月6日、東ドイツ建国40周年の記念式典が開催される。ゴルバチョフも出席したが、ホーネッカーは自国の社会主義の偉大さを自画自賛するなどし、ゴルバチョフの打ち出したペレストロイカとは相容れない状態であり、ゴルバチョフは失望する。ゴルバチョフの指示があったかどうかは不明であるが、ホーネッカーは1989年10月17日、ホーネッカーの解任動議が可決され、ホーネッカーは失脚する。東ドイツの新しい指導者はエゴン・クレンツが就任するが、もはや国家財政は火の車であり、このままでは1991年に財政破綻することがわかっていた。クレンツは急遽モスクワへと飛び立ち、財政支援を要請するが、ゴルバチョフはこれを拒否した。11月4日、東ベルリンでは、100万人規模のデモが行われ、言論・集会の自由を求めた。クレンツは民衆のこの動きを受けて、民主化を約束する。そして、政府は東ドイツ市民の不満を抑えるため、旅行の自由化に関する規則を制定する。1989年11月9日、政府広報官のギュンター・シャボフスキーが記者会見にて、新しい旅行規則を発表する。シャポフスキーは、この新旅行規則が本来11月10日発効されるのを、誤って、「直ちに遅滞なく」発効されると発表してしまい、東ベルリン国境には市民が殺到し、東西ドイツの国境は開放され、ベルリンの壁は突如あっけなく崩壊した。

#### ビロード革命

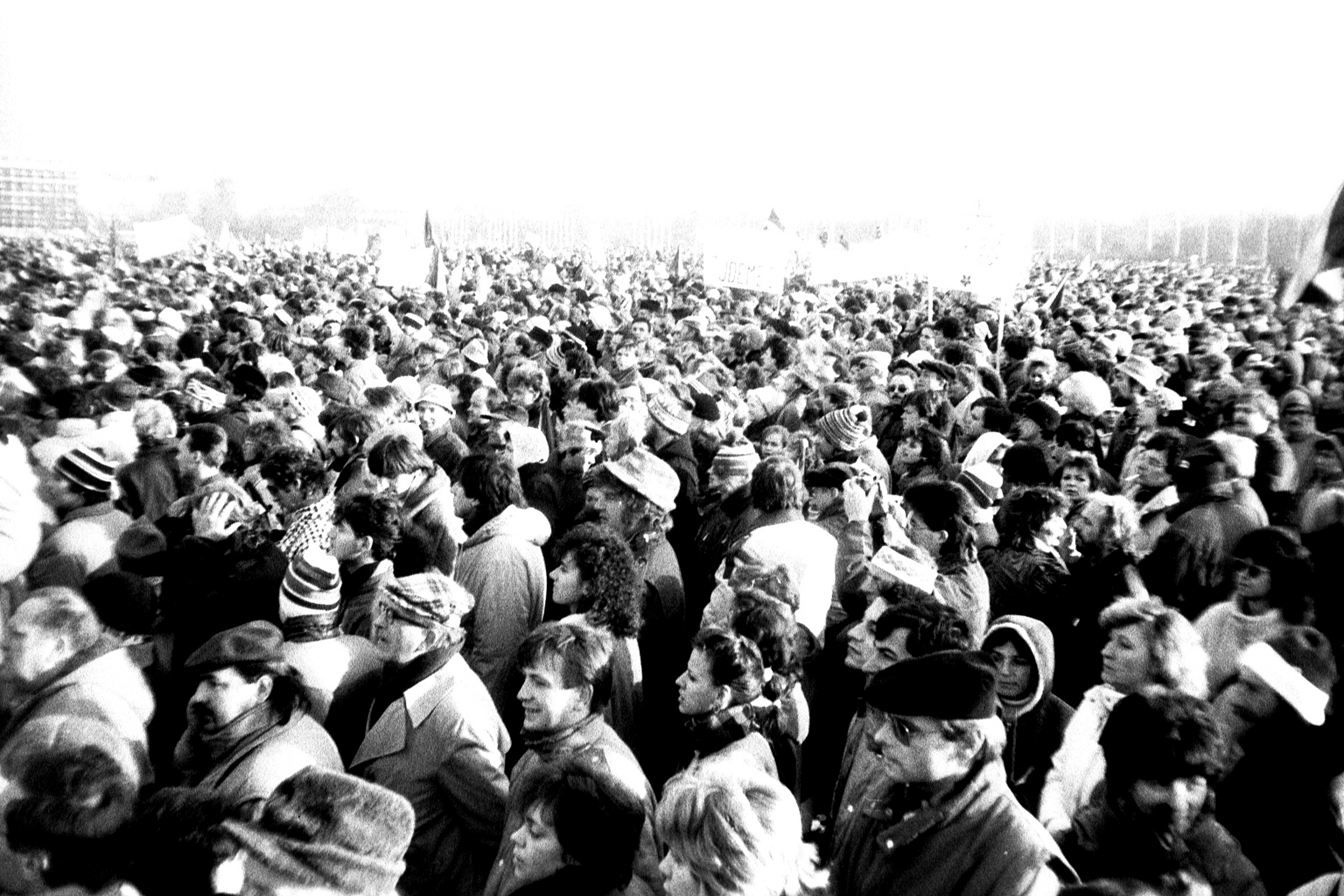
プラハにおけるデモ活動の様子

チェコスロバキアでは、1989年10月、他の東欧諸国の民主化の動静を受けて、民主化運動が盛んになる。劇作家のヴァーツラフ・ハヴェルを中心とする知識人たちが市民フォーラムを結成し、11月17日には、プラハで80万人規模の大規模なデモが起こり、11月24日、共産党指導部は辞任し、共産党政権は崩壊した。共産党政権崩壊後、ハヴェルがチェコスロバキアの初代大統領に就任した。チェコスロバキアのこの動きをビロード革命という。

#### ルーマニアの東欧革命
ルーマニアの東欧革命は穏便にはいかなかった。ルーマニアは、ニコラエ・チャウシェスクが圧政を敷いており、民衆は貧困に喘いでいた。財務状態は非常に悪く、債務返済のため緊縮財政を敷いていたが、それによってルーマニア国民は世界最貧国レベルの生活を送っていた。1989年12月21日、チャウシェスクは宮殿前の広場に10万人の人々を集め、演説を行うが、民衆が突如デモを起こし、チャウシェスク夫妻はヘリコプターで脱出し、身柄を確保され12月25日に処刑され、政権は瓦解した。

#### ブルガリア
ブルガリアは、ベルリンの壁の崩壊と同時に、独裁政権のトドル・ジフコフが政権の座を引き摺り下ろされ、民主化へと向かった。その後、ブルガリア共産党は社会党へと再編し、1990年6月実施の自由選挙で勝利し、市場経済を導入した。

#### マルタ会談

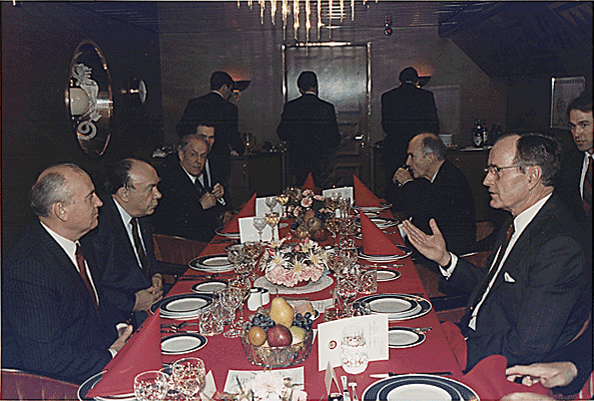
会食するゴルバチョフとブッシュ

1989年12月2日から3日にかけて、マルタにて首脳会談が開催され、冷戦終結が宣言された。だが、アメリカ合衆国大統領ブッシュは、「米ソ間に存在しているあらゆる問題を解決したわけでもないし、西欧諸国やNATO加盟国と東欧諸国との間に長年存在してきた問題を解決したわけでもない」と述べ、冷戦終結を明言しなかった。このマルタ会談では、軍備管理交渉の強化、ドイツ（統一）問題に関する協議、貿易と技術の交流増大が議論された。

#### 東西ドイツ統一
ベルリンの壁崩壊後すぐに、西ドイツ首相コールは、ドイツ再統一に向けたロードマップ10項目を提案する。フランス大統領フランソワ・ミッテランは事前に10項目提案の相談を受けていなかったため反発するが、ドイツ再統一そのものについては反対ではなかった。イギリス首相サッチャーは、ドイツ再統一は10年間から15年間は実施すべきではないと述べ、反対した。そして、ゴルバチョフもソ連の協議なしに10項目提案を策定したことに不快感を隠せなかった。
10項目提案は、再統一というよりは、東西ドイツの国家連合構想を描いたものであった。1989年12月、コールは東ドイツを訪問し、東ドイツ市民の再統一を訴える声に動かされ、再統一に向けた動きを加速する。ゴルバチョフは最早東西ドイツの再統一は不可避であると考えた。統一後のドイツがNATOに加盟するかどうかが大きな問題となったが、コールはソ連のドイツからの撤収費用の負担と、再統一後のドイツ軍の規模を制限することでソ連を懐柔した。1990年2月、訪ソしたアメリカ合衆国国務長官ジェームズ・ベイカーはゴルバチョフに対して、「ソ連が東西ドイツのNATO帰属を容認するならば、NATOの管轄範囲は東に1インチも拡大しない」と述べた。こうして、東西ドイツ+米英仏ソの2+4か国会談が行われ、1990年10月3日、ドイツは再統一された。ドイツは、引き続きABC兵器の保有と使用を放棄し、核不拡散条約の参加継続、統一後の軍の兵力を37万人にまで削減することが定められた。そして、1994年9月、ソ連軍は旧東ドイツから完全撤退した。

#### バルト三国の独立
他の東欧諸国とは異なり、バルト三国はソ連からの独立が少し遅く、1990年3月に、まずリトアニアが独立を宣言し、1991年3月に、エストニア、ラトビアでも独立の機運が高まる。だが、ゴルバチョフの指示があったかどうかは不明瞭であるが、1991年1月、リトアニアの首都ヴィリニュスにソ連の特殊部隊が武力介入し、独立を阻止しようとし、市民に14名の犠牲者が出てしまう。これにはバルト三国はもちろん、西側諸国からも反発があった。ゴルバチョフがクーデターによる事実上の失脚後の1991年9月6日に、バルト三国の独立が認められる。

### ソ連崩壊へ

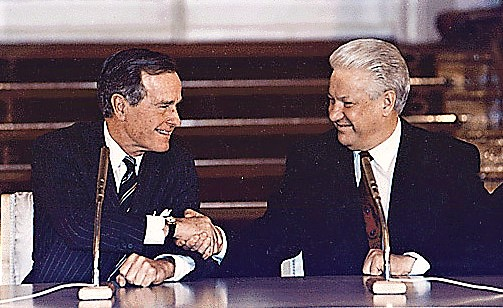
ボリス・エリツィンとジョージ・H・W・ブッシュ

ゴルバチョフは、アフガニスタンからの撤退や、1989年5月には、ゴルバチョフは訪中を果たし、中国との対立を終わらせた。1988年にはソ連軍の地上軍の兵力を50万人削減することを発表し、西側諸国ではゴルバチョフの人気は高まった。一方ソ連内では、経済は停滞し、保守派と改革派の対立もあり、ゴルバチョフの立場は悪化していた。特にゴルバチョフの改革には、保守派からの批判が強かった。ゴルバチョフはあくまでも経済体制は社会主義にこだわっていたため、人民からの支持も得られなくなる。
ゴルバチョフは1990年3月、一党独裁政治の放棄と、市場経済制度の導入、大統領制の導入を打ち出し、ソ連の初代大統領に就任する。1990年4月のCSCE第一回経済協力会議において、ソ連・東欧諸国は計画経済、生産手段の国有化を否定することになる。1990年8月には、ソ連の同盟国であるイラクに対して、アメリカをはじめとする多国籍軍との間で湾岸戦争が勃発する。ソ連側は、当初日和見を決め込んだが、多国籍軍側が優勢と見るや、多国籍軍側を支持した。1991年7月には、もはや役目を果たさなくなったワルシャワ条約機構が解体された。
1991年8月19日、ペレストロイカに反対していた保守派の一派が、別荘で休暇中のゴルバチョフを軟禁し、クーデターを起こした（ソ連8月クーデター）。クーデターは1991年にロシア共和国大統領となったボリス・エリツィンが不支持に回り、わずか3日で終了した。ゴルバチョフは軟禁状態から解放されたものの、エリツィンは独立国家共同体(CIS)を創設し、ロシア共和国共産党の活動を停止させた。1991年12月25日、ゴルバチョフはソ連大統領を辞任し、ソ連は崩壊した。ソ連崩壊後、ソ連を構成していた15の共和国が独立国家となり、ソ連の国際的地位はロシア共和国が継承し、初代大統領にエリツィンが就任した。

## 冷戦の影響とその後
アメリカは、ソ連がアフガニスタンから撤退後も、しばらくの間現地のイスラム原理主義勢力に対して支援を行い、やがてターリバーンが台頭し、アフガニスタンを掌握した。アメリカはキューバとベトナムとの国交は長らく無かったが、前者は2015年に、後者は1995年に国交を正常化した。東西ドイツは再統一されたものの、旧西ドイツと旧東ドイツの経済格差は2020年現在でも克服されていない。
日本においては、ソ連崩壊後も北方領土問題も未解決のままである。NATOを脱退したフランスは、冷戦終結後もNATOに加盟せず、2009年にようやく再加盟を果たした。ビロード革命が起きたチェコスロバキアでは、元々チェコとスロバキアとで違う民族であったこと、政治方針の不一致があり、1993年1月1日、議会の決定によりチェコとスロバキアに分離独立し、これはビロード離婚と呼ばれた。
朝鮮戦争については、平和条約は締結されておらず、休戦状態である。東西冷戦終結後の朝鮮半島では、南北基本合意書が1992年2月に発行された。南北基本合意書は、南北統一に向け、両国の体制尊重を謳った文書であるが、両国の分断の平和管理を定義したものという見方もある。韓国では1998年、金大中が大統領となり、彼は対北朝鮮への融和政策を打ち出し（太陽政策）、2000年には北朝鮮の金正日と対談した。太陽政策は盧武鉉政権にも受け継がれたが、2008年に大統領に就任した李明博政権時代には太陽政策が見直しされ、2010年11月には、延坪島砲撃事件が起こる。北朝鮮の指導者である金正恩は、2024年1月の最高人民会議において、韓国を主敵とする演説を行なうなどして対立を深めており、なおも南北朝鮮は統一されていない。
冷戦後から2000年代頃にかけては、アメリカ一極体制化が進行した。冷戦によって第二次世界大戦後から1989年までに、アメリカは50か国と軍事同盟を締結し、52万6千人の兵士を海外に派兵し、32万6千人がヨーロッパ（内3分の2が西ドイツに） に、13万人がアジア（主に日本と韓国）  に駐留するなど政治的役割を定義した。冷戦は、平時において軍産複合体は全盛期を迎え、軍事技術に対して大規模な資金提供が行われた。

EU加盟国の変遷

冷戦全体を通じたアメリカの軍事支出額は推定で8兆ドルに上る。およそ10万人のアメリカ人が朝鮮戦争、ベトナム戦争で死亡した。ソ連の死傷者については、特定は難しく、国民総生産の視点からすると、ソ連の経済負担はアメリカの拠出額よりも高かったとされる。
超大国による代理戦争によって、数百万人が死亡し、特に東アジアでは抜きんでて多かった。代理戦争ならびに地域紛争に対する金銭支援の大部分は冷戦終結に伴い終結し、国家間戦争、民族戦争、革命戦争、難民、避難民は、冷戦後は激減した。
だが、冷戦終結後も紛争は払拭されなかった。第三世界の一部では、冷戦による競争を煽るために経済的、社会的緊張を形成したが、それらは依然として存在している。共産党の支配体制にあった多数の国家では、統制が崩壊したため、特にユーゴスラビアにおいては、内戦や民族紛争を起こした（ユーゴスラビア紛争）。中欧・東欧では、冷戦終結によって、経済成長期を迎え、自由民主主義国家が増加したが、アフガニスタンのその他の地域では、独立を遂げた結果、国家崩壊を招いた。ソ連崩壊と共産主義の終焉によって、ポスト冷戦においては、新自由主義資本主義が、世界の主流となり、それによって経済格差が拡大したと主張する研究者もいる。

## 冷戦に関する研究

### 研究者
- ブルース・カミングス (Bruce Cumings)
- ジョン・ルイス・ギャディス (John Lewis Gaddis)
- レイモンド・ガーソフ (Raymond L. Garthoff)
- マイケル・ホーガン (Michael J. Hogan)
- ウォルター・ラフィーバー (Walter LaFeber)
- メルヴィン・レフラー (Melvyn P. Leffler)
- ゲイル・ルンデスタッド (Geir Lundestad）
- ヴォイチェフ・マストニー (Vojtech Mastny)
- トーマス・J・マコーミック (Thomas J. McCormick)
- ロバート・マクマホン (Robert J. McMahon)
- マーク・トラクテンバーグ (Marc Trachtenberg)
- オッド・アルネ・ウェスタッド (Odd Arne Westad)
- ウィリアム・A・ウィリアムズ (William Appleman Williams)
- ヴラディスラヴ・ズボク (Vladislav M. Zubok)

### 学術誌
- Cold War History, (Frank Cass, 2000-).
- Journal of Cold War Studies, (Harvard Project on Cold War Studies / MIT Press, 1999-).